# Tourisme en Meurthe-et-Moselle
Le tourisme en Meurthe-et-Moselle fait partie des principales activités économiques du département et se décline en plusieurs genres.

## Origines du tourisme dans le département de Meurthe-et-Moselle
Longtemps la connaissance des territoires a été, en France, l'affaire des gouvernants, des militaires ou des ecclésiastiques. Pour autant la naissance de sociétés savantes au siècle des Lumières a entraîné la rédaction de nouvelles descriptions sur lesquelles les voyageurs pouvaient s'appuyer (comme l'Académie de Stanislas).

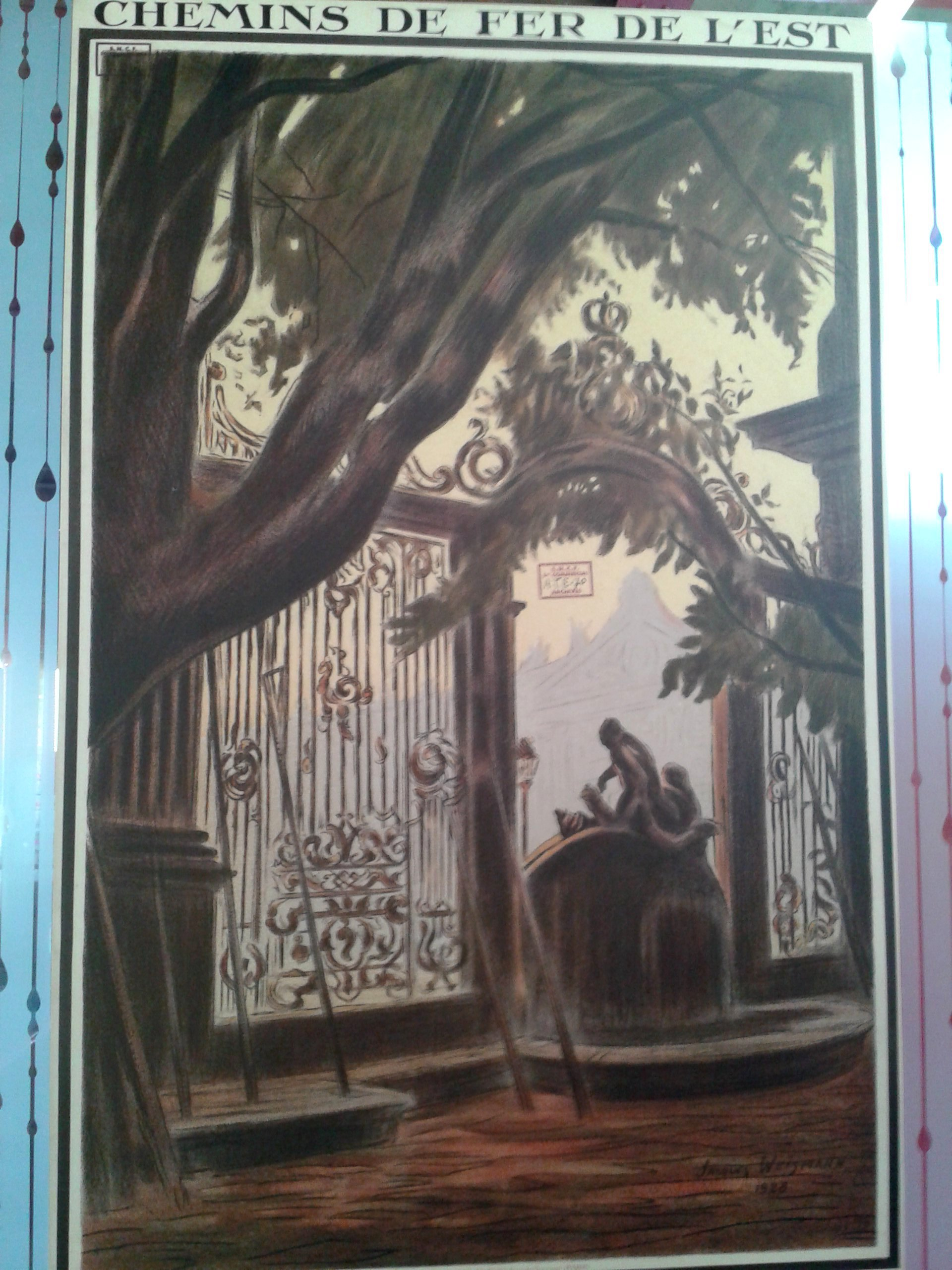
Les grilles de la place Stanislas (Affiche touristique des Chemins de Fer).

Toutefois jusqu'au XIXe siècle, les voyages ne furent souvent le fait que de riches privilégiés(voir l'article sur le Grand Tour), c'est l’avènement des transports modernes (chemin de fer et automobile) qui a donné une impulsion décisive à l'industrie du tourisme et aussi en Meurthe-et-Moselle.

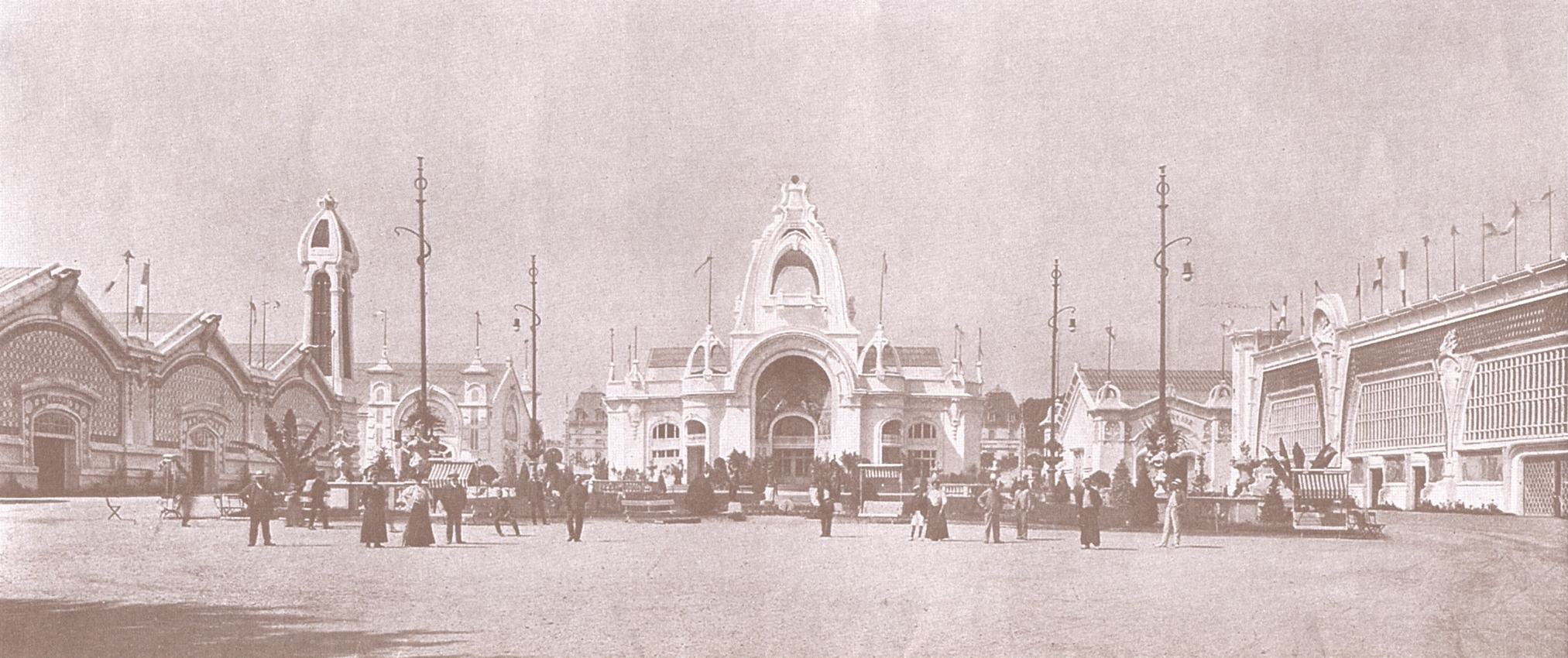
Exposition internationale de l'Est de la France de 1909.

Ainsi au début du XXe siècle la tenue de l'Exposition internationale de l'Est de la France (1909) est l'occasion de la parution d'un guide officiel qui, outre l'exposition, décrit une visite de la ville de Nancy et de ses environs (Toul, Liverdun…), au sens large puisque même la ville de Strasbourg y est évoquée.
Dans son ouvrage « Sites et Monuments » de 1906, Onésime RECLUS évoque la colline de Sion par ces quelques mots :

« …La ligne de Nancy à Mirecourt présente quelques curiosités. Le touriste qui descend à la station de Vézelise peut, à 2 kil. 5oo, gagner Sion, dont le pèlerinage est célèbre. De la montagne de Sion, où on a érigé un monument, on embrasse presque toute la Lorraine et la vue n'est limitée a l'Est que par les Vosges… »

Le tourisme en Meurthe et Moselle a évolué au sein de la région lorraine et plus récemment de la région Grand Est. Alors que la lorraine, en 1989, ne pouvait clairement pas être rangée parmi les régions touristiques, selon J.-C. BONNEFONT, au regard de son classement en termes de parc hôtelier (12e rang sur 22) et de campings (13e rang sur 22),les statistiques de l'année 2017 montrent un renforcement de l'activité : dans la région Grand Est, tous les types d’hébergement bénéficient peu ou prou de l’embellie, la fréquentation y augmente de 6,2 % dans les hôtels, de 10,6 % dans les campings et de 12,7 % dans les autres hébergements collectifs de tourisme (AHCT)
L'évolution des nuitées d'été en Meurthe et Moselle entre 2016 et 2017 a été de 9,7 %.

## Données géographiques

### Géographie

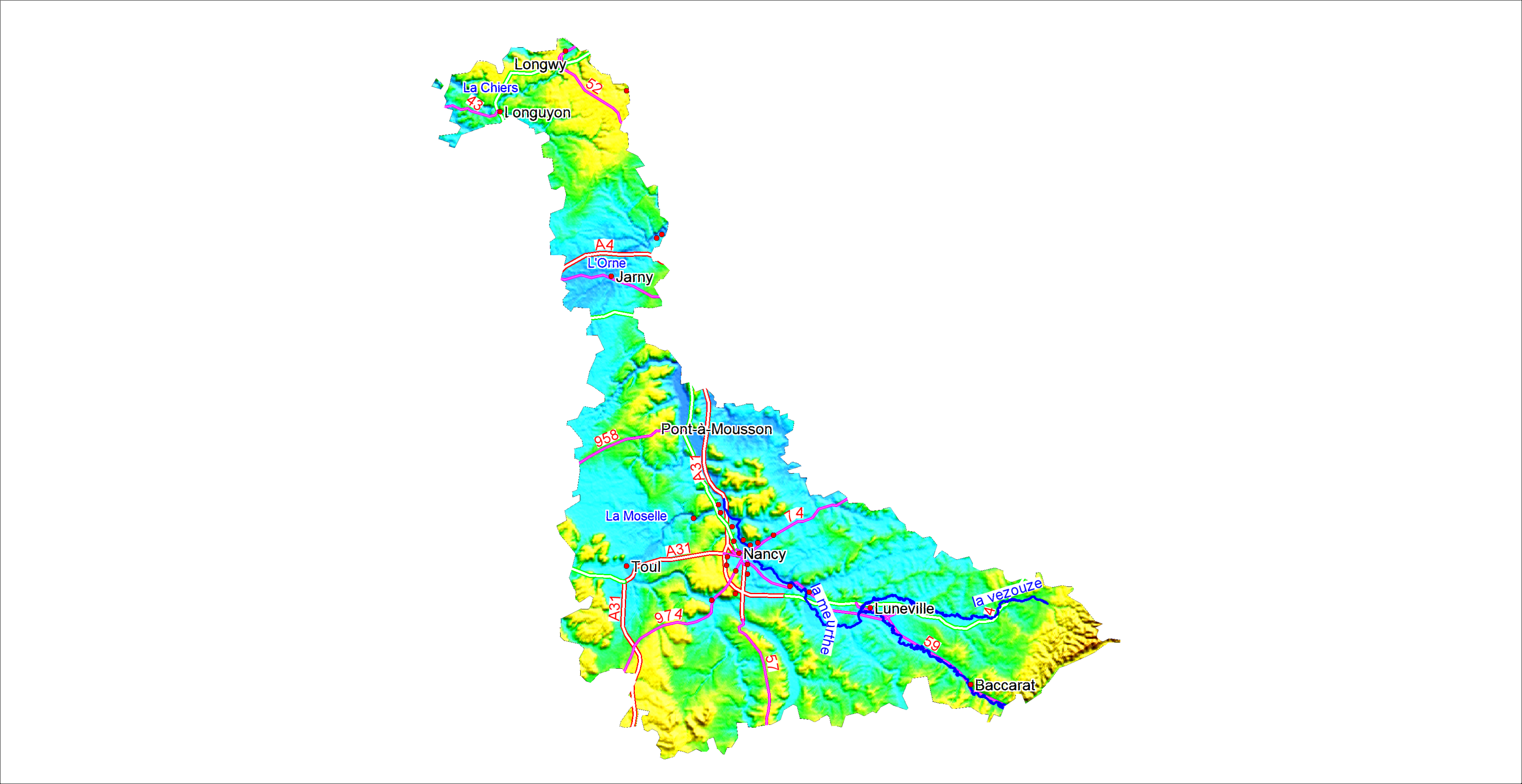
Géographie de la Meurthe-et-Moselle (reliefs).

Remodelé par les guerres franco-allemandes, le département a une forme inhabituelle : ses dimensions sont de 130 kilomètres du nord au sud, et entre 7 et 103 kilomètres d'est en ouest. Cette forme, dont la partie nord correspond à un panhandle, est parfois comparée à celle d'une oie. Sa superficie de 5 246 km2 représente 22 % du territoire lorrain.
Comme le souligne le rédacteur du pré-inventaire archéologique de la Meurthe-et-Moselle (Carte archéologique de la Gaule), ce département est aujourd'hui un échantillonnage d'anciens pays : celui des Trévires au nord, celui des Médiomatriques au centre et dans une large mesure celui des Leuques au Sud. Certaines agences d'urbanisme actuelles travaillent d'ailleurs plutôt sur des sous-territoires comme le « sud Meurthe et Mosellan » ou « Nancy sud Lorraine » et notamment à l'observation de l'activité touristique.

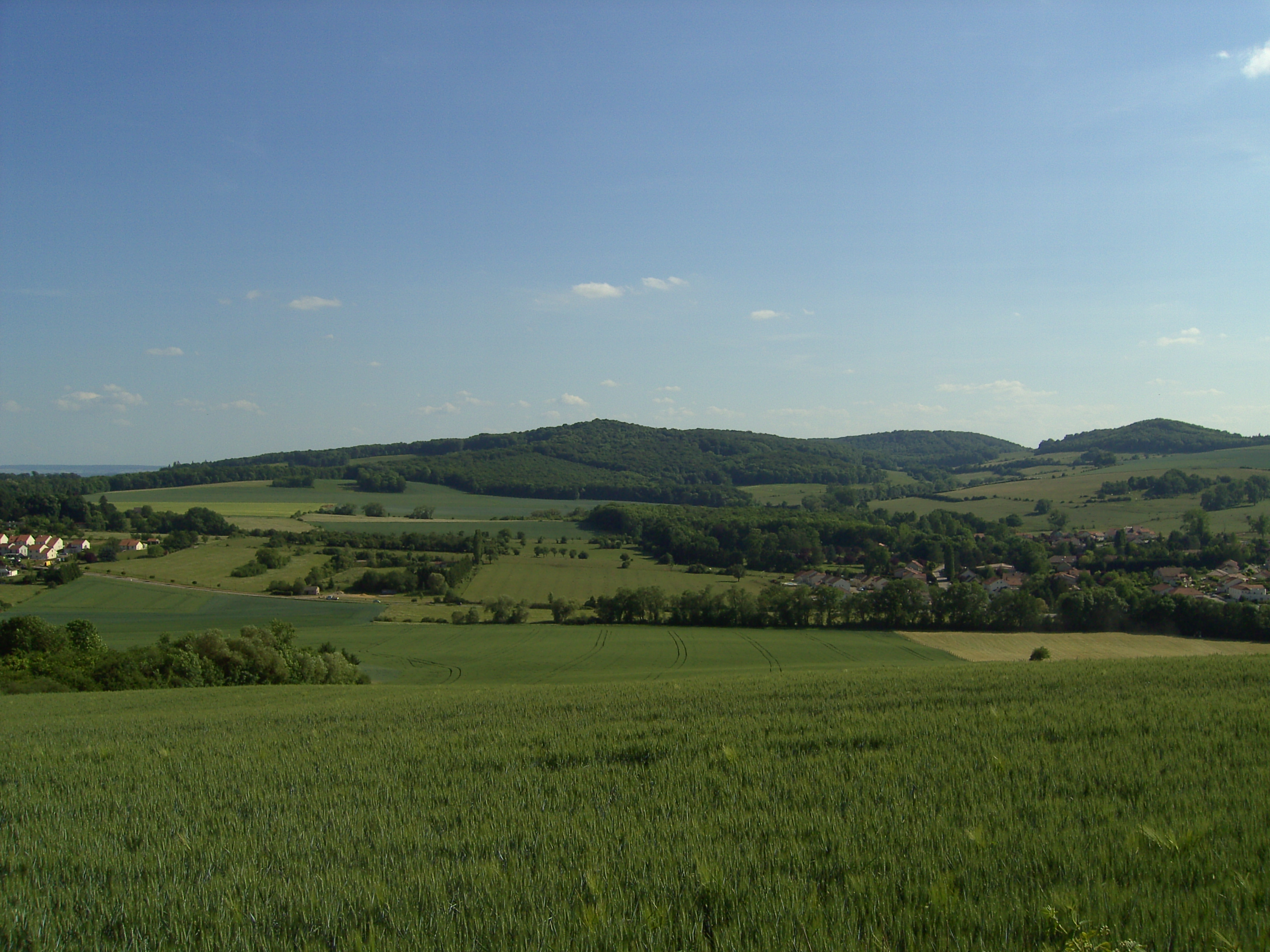
Paysage lorrain.

Son paysage est marqué par une alternance de côtes (Moselle, Meuse ou cuestas de Lorraine), de plaines (Woëvre…) et de vallées (Moselle, Meurthe, Chiers, Orne…) et de quelques lieux remarquables comme :
- La colline de Sion, lieu traditionnel de recueillement et élément emblématique du paysage local, offre une vue panoramique remarquable. 223 000 visiteurs ont été comptabilisés en 2016, soit 22 % de plus qu’en 2015. La Cité des paysages propose depuis 2015 un parcours ludique de découverte de la richesse et de la diversité des paysages. Pour sa 2e année, 15 500 visiteurs ont été comptabilisés ;
- La butte de Mousson peut être qualifiée de motte semi-naturelle, dont une grande partie de l'enceinte entoure sa périphérie. Il subsiste encore des pans de murs du donjon que l'on surnomme « La Grosse Tour ». La butte offre une grande vue qui s'étend sur la vallée de la Moselle, sur le pays du Saulnois jusqu'à Metz.
- Le massif de Haye est en cours de classement en forêt de protection depuis 2007[10].

### Climat et conditions météorologiques
Dans le département de Meurthe-et-Moselle, les contraintes du climat peuvent affecter le tourisme, à cause du temps très changeant caractéristique de ce climat : la meilleure saison semble être l'été, même si les températures peuvent être fraîches et les jours de pluie plus nombreux que dans les régions méditerranéennes par exemple.

### Transports et accessibilité

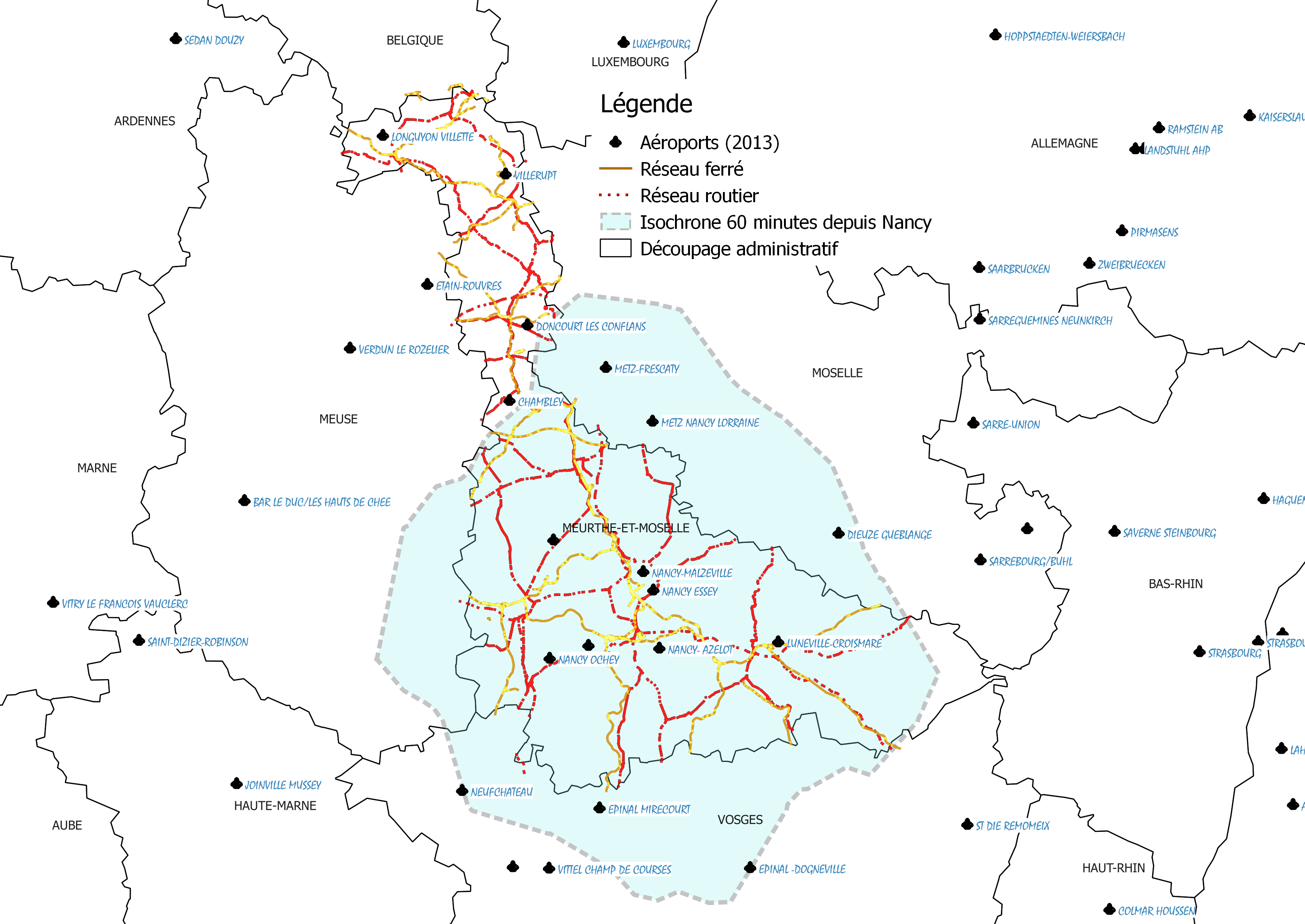
Limites atteintes dans le département au départ de Nancy par le réseau routier en 60 minutes.

Les études sur les infrastructures de transport de la région Grand-Est tendent à montrer qu'hormis quelques liaisons, le système de transport (routes, fer, eau) est correctement maillé et dimensionné. La réalisation d'une carte de déplacement (dite isochrone) centrée sur l'agglomération de Nancy confirme que les limites du département peuvent être atteintes en moins de 60 minutes (en conditions normales de circulation) par le réseau routier, sauf le Nord Meurthe et Mosellan (Longuyon)
Le territoire offre pour l'accessibilité au tourisme :
- 3 320 km de routes départementales, 4 632 km de voies communales, 130 km de voies nationales, 135 km d'autoroutes ;
- 514 km de réseau ferroviaire ;
- 190 km de réseau fluvial.

Il est également desservi par des aéroports, dont celui de Nancy-Metz.

## Différents types de tourisme
Le département présente de nombreux attraits touristiques (naturels et patrimoniaux) qui engendrent plusieurs pratiques de cette activité :

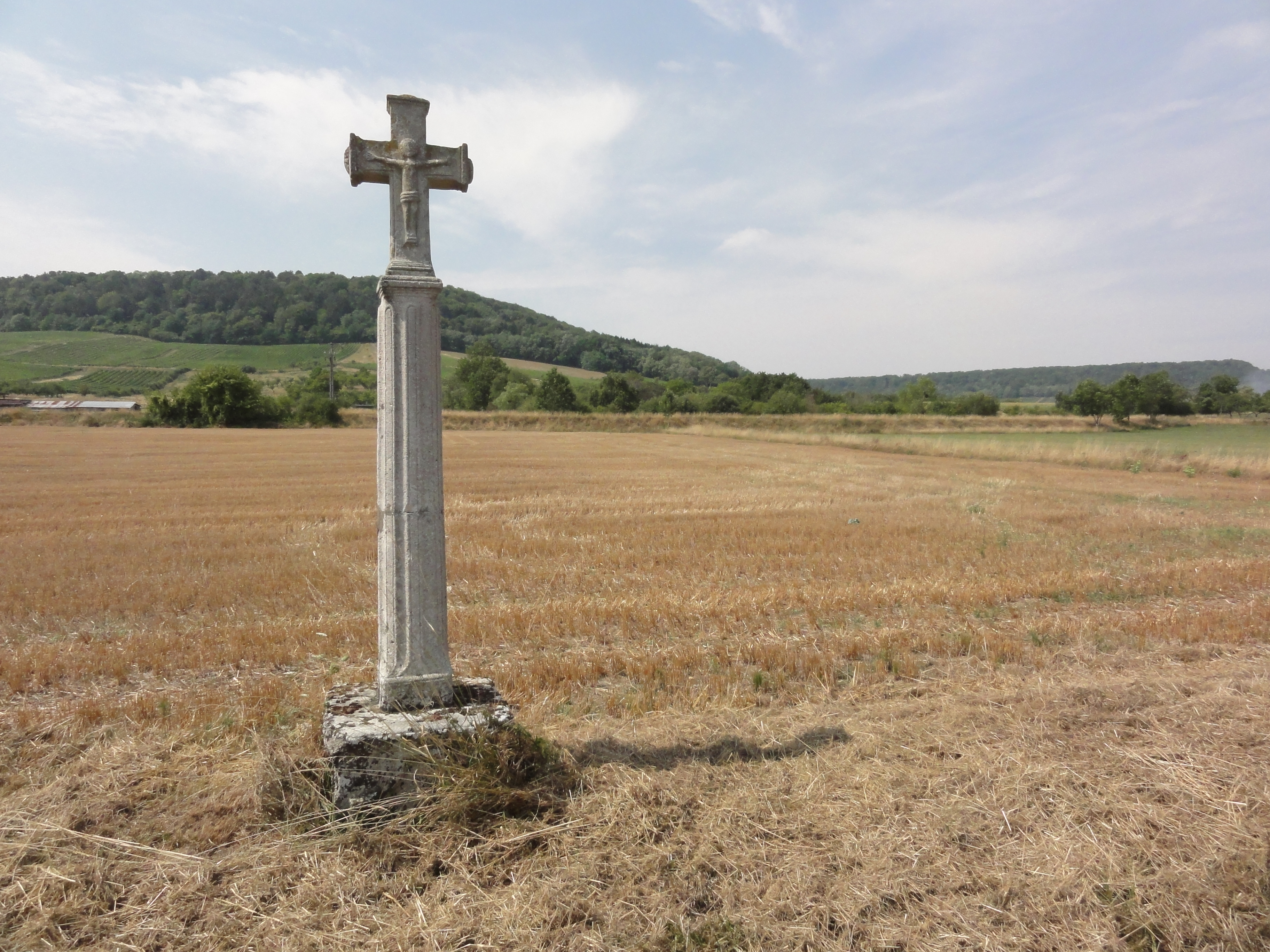
Bruley, une croix de chemin et paysage sur les sentiers de randonnée.

La forêt est présente sur 31 % de ce territoire qui accueille 215 espaces naturels sensibles et 60 parcs et jardins recensés en 2011. Cinq chemins de grande randonnée (GR) le traversent (pour un total de 974 km), ils sont maillés avec des sentiers balisés recensés dans le cadre d'un PDIPR. Des itinéraires de déplacement en mode doux y sont également implantés (VTT balisé et équitation).
Plusieurs sites classés au patrimoine de l'UNESCO y sont recensés (Nancy, Longwy), 36 musées dont 11 musées de France (2011), 60 édifices religieux, 17 châteaux ouverts au public, 6 jardins remarquables et 39 sites de tourisme de mémoire (2011).
Les communes de Toul et Lunéville ont été admises au label Plus Beaux Détours de France.

### Tourisme historique

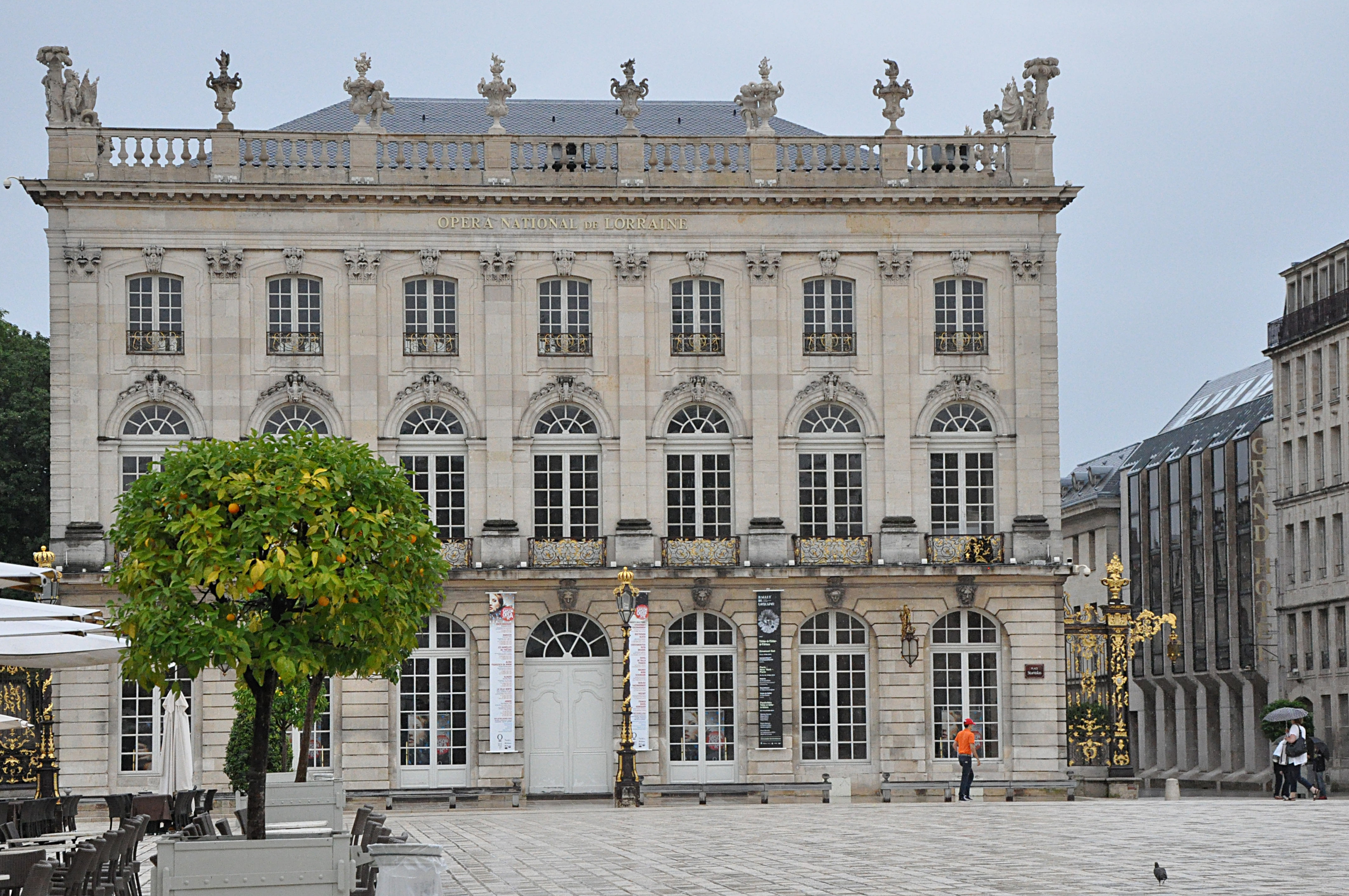
La façade de l'Opéra de Nancy

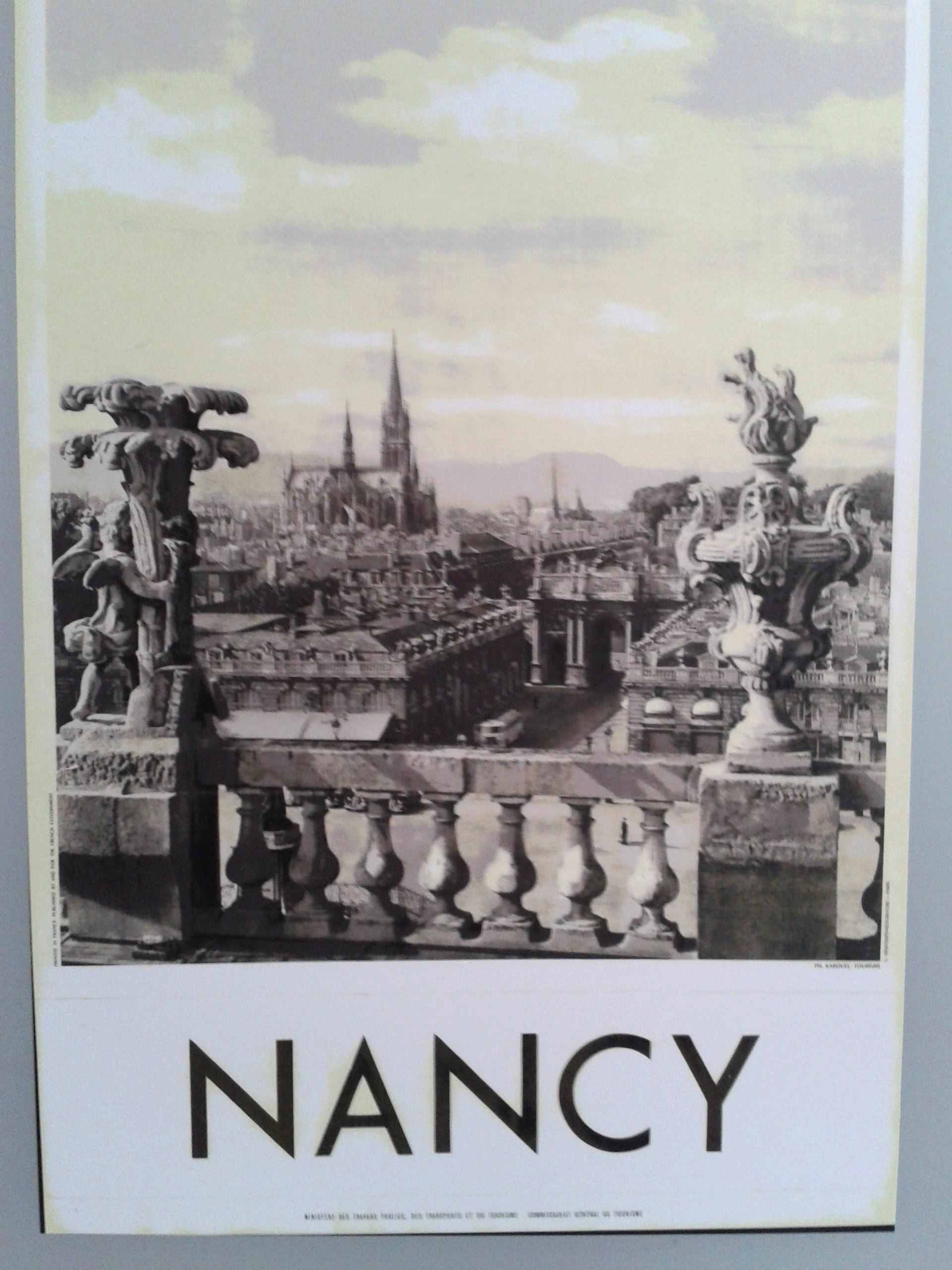
Nancy la place Carrière (Affiche touristique des chemins de fer de l'Est).

Le patrimoine urbain et historique (Nancy et Longwy inscrites au patrimoine mondial de l’UNESCO) fait partie des atouts touristiques du département en Lorraine au travers des exemples suivants :
- l'ensemble constitué des places Stanislas, de la Carrière et d’Alliance Inscrit au patrimoine mondial de l’UNESCO depuis 1983 ;
- l'opéra national de Lorraine à Nancy ;
- la cathédrale Saint-Étienne de Toul et le cloître Saint-Gengoult ;
- les ouvrages défensifs du système Seré de Rivière et de la ligne Maginot.

#### Châteaux
L’époque médiévale est présente au travers des châteaux de Nomény, Dieulouard, Jaulny, Blâmont, Moyen et du Château de Vaudémont. L’époque Renaissance brille quant à elle par le château de Fléville et le Château et Prieuré de Cons La Grandville. Le XVIIIe siècle est représenté par le Château des Lumières à Lunéville.
Les châteaux de Lunéville (93 700 visiteurs en 2016 dont 33 400 entrées payantes. De nombreuses manifestations s’y déroulent chaque année : Rencontres équestres, Théâtre d’eau, Jardins de lumière, etc.), d’Haroué (environ 14 000 visiteurs par an) et de Fléville (environ 6 500 visiteurs par an) sont les plus fréquentés du département.
Toutefois il subsiste quelques sites dont la visite peut être intéressante, notamment dans l'esprit de sauvegarde des patrimoines méconnus (dont Gombervaux en Meuse est un exemple) qui s'est renforcé dans les dernières décennies, comme pour les châteaux de Preny et de Dieulouard.

#### Abbayes et monastères

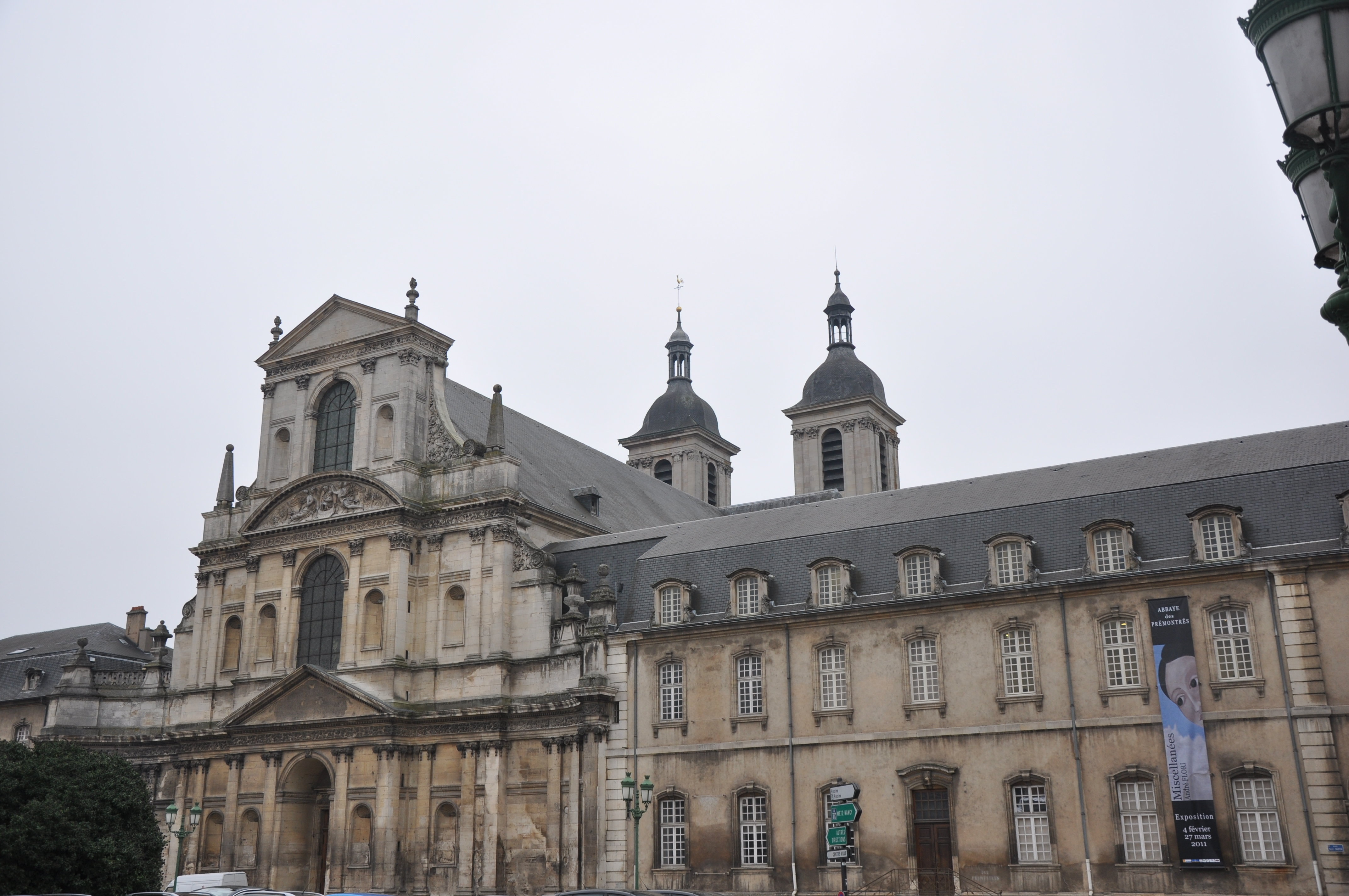
Abbaye des Prémontrés de Pont-à-Mousson

L'abbaye des Prémontrés dans un style architectural baroque et classique se situe à Pont-à-Mousson. L'abbaye comptabilise chaque année entre 90 000 et 100 000 entrées, et fait l'objet d'un classement à titre de monument historique. Elle dispose de 70 chambres d'hôtel, formant ainsi un hôtel 3 étoiles.
L'abbaye des Prémontrés est gérée par une association loi 1901. Centre culturel en Lorraine implanté dans un Monument Historique du XVIIIe siècle, des congrès, séminaires, conférences, rencontres œnologiques et gastronomiques y sont organisés.

#### Tourisme de mémoire

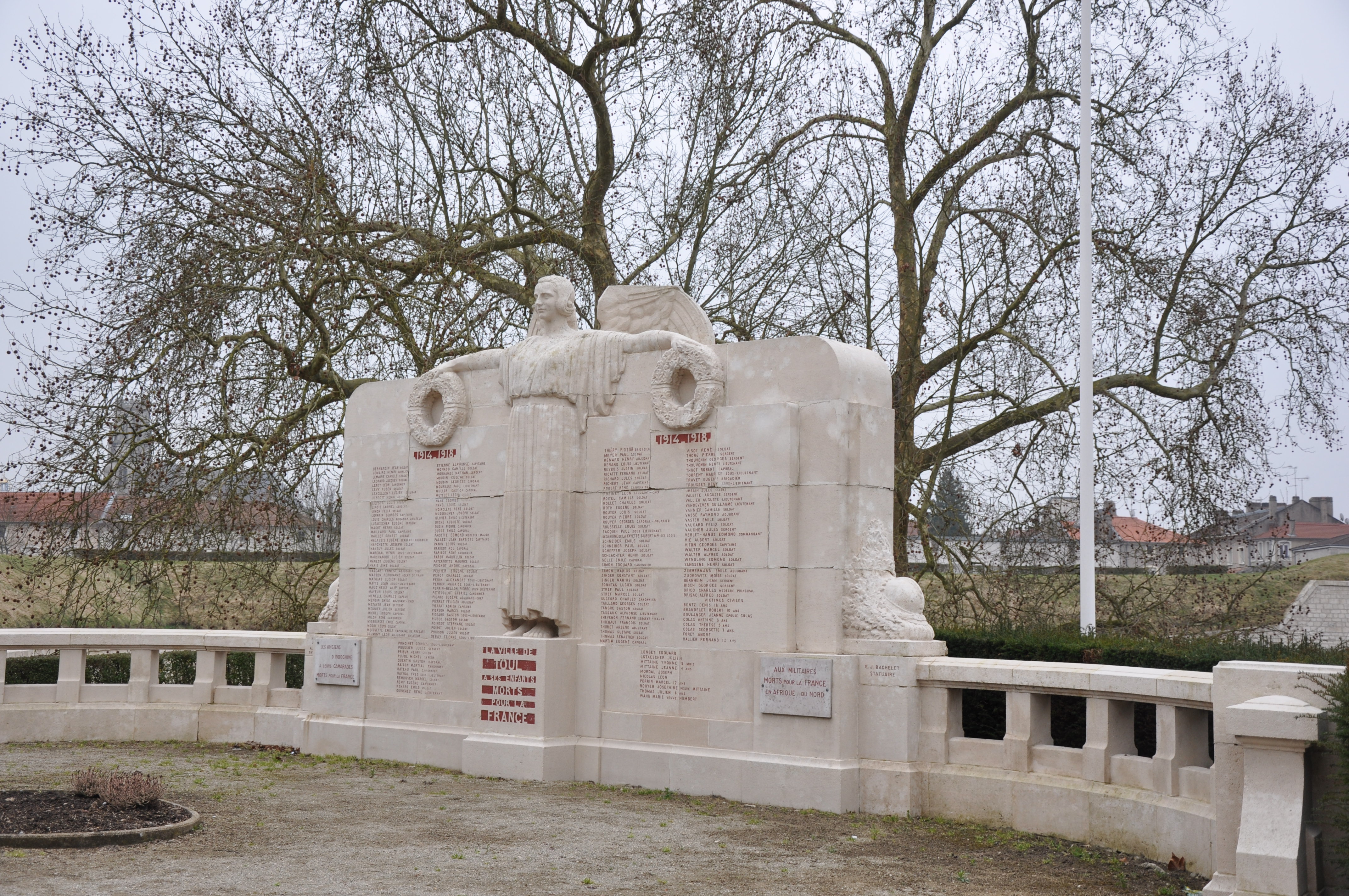
La ville de Toul a ses Enfants Morts pour la France.

Plusieurs lieux de mémoire sont implantés sur le territoire Meurthe et Mosellan :
- Sites de l’ouvrage de Fermont à Longuyon ;
- cimetière américain de Saint-Mihiel à Thiaucourt-Regniéville ;
- Fort de Villey-le-Sec ;
- fortifications de Vauban à Longwy.

### Musées
De la communication à l'ère numérique sur les sites de promotion du tourisme jusqu'à la refonte de la scénographie des collections en passant par la mise aux normes techniques des bâtiments, les musées du département s'inscrivent dans les politiques « muséologiques » de la France, sous la tutelle du Service des Musées de France. « Selon le code de déontologie de l’ICOM, « les musées sont des institutions permanentes sans but lucratif au service de la société et de son développement, ouvertes au public ; ils acquièrent, conservent, diffusent et exposent à des fins d’étude, d’éducation et de plaisir (délectation), les témoignages matériels et immatériels des peuples et de leur environnement » » Ainsi les musées Meurthe-et-Mosellans, dans le cadre des institutions nationales et régionales, ont pour objectif de faire connaître :
- l'histoire régionale (lorraine) ce qui est une des ambitions du musée lorrain et du musée de Toul, par exemple ;
- les courants d'arts régionaux ayant pris ou non une ampleur nationale, voire internationale, comme l’Ecole de Nancy ;
- les techniques régionales, que ce soit dans l’économie du fer (Musée de Jarville) ou d'autres artisanats régionaux ;
- au travers des collections régionales, au public les cultures françaises et étrangères.

Il est toutefois à noter que le territoire lorrain, comme le reste de la France connait un développement d'autres formes de muséalité que sont les éco-musées, par exemple.

Musées en Meurthe et Moselle
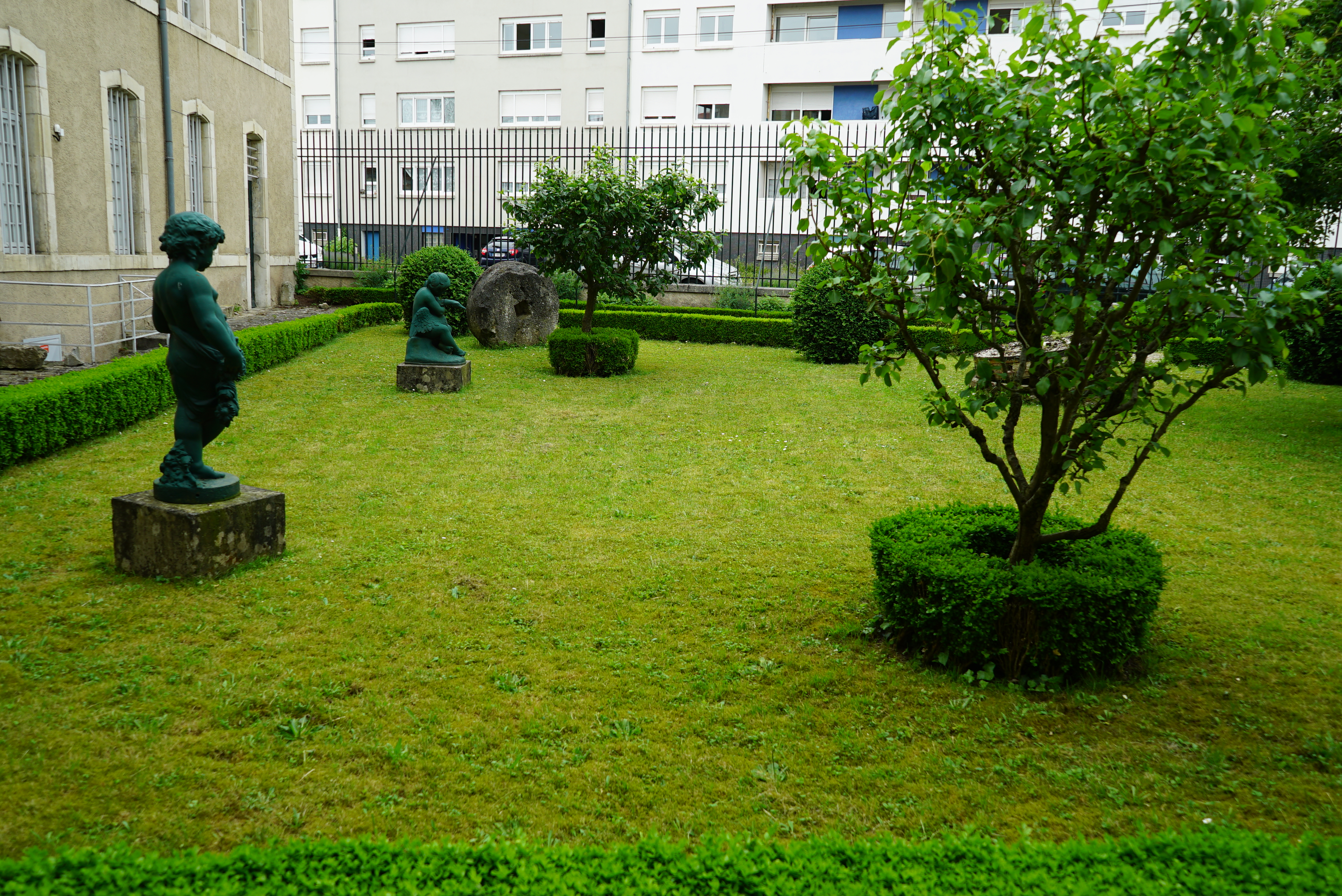
Jardin du musée d'art et d'histoire de Toul
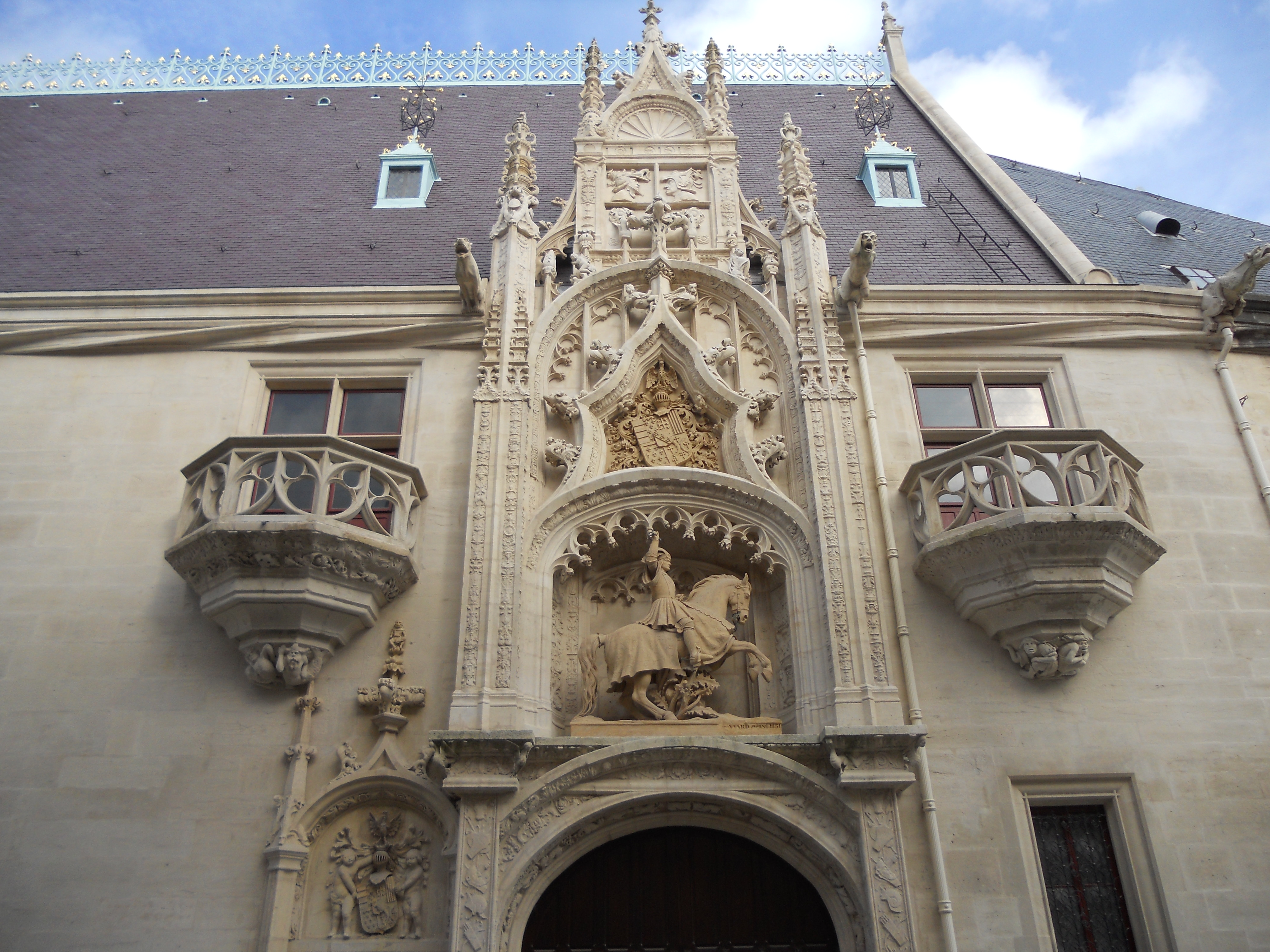
Façade du Musée Lorrain
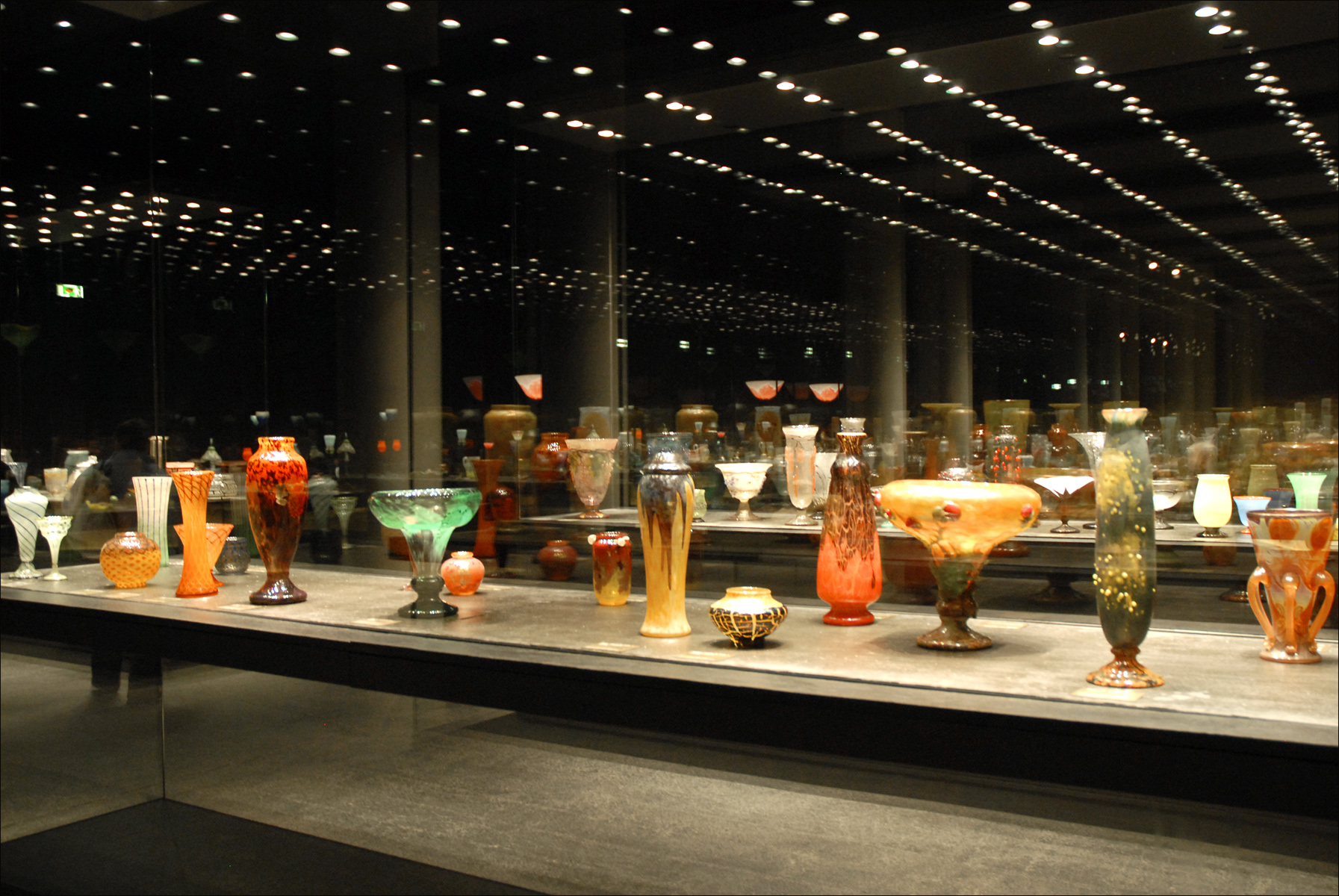
La collection Daum (Musée des Beaux-Arts de Nancy)
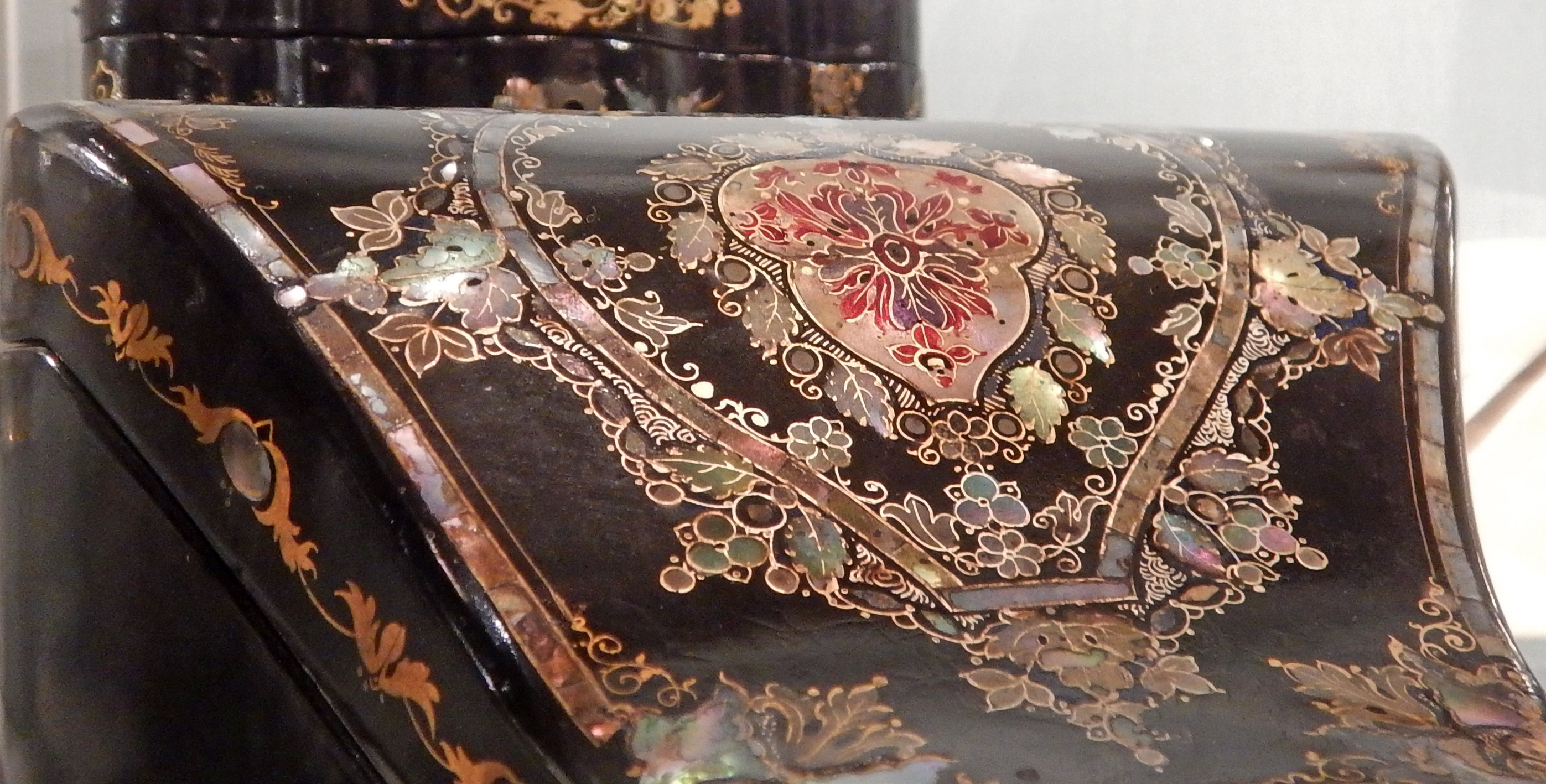
Exemple d'ouvrage similaire à ceux visibles au musée de Pont-à-Mousson (Burghley House 1870s)
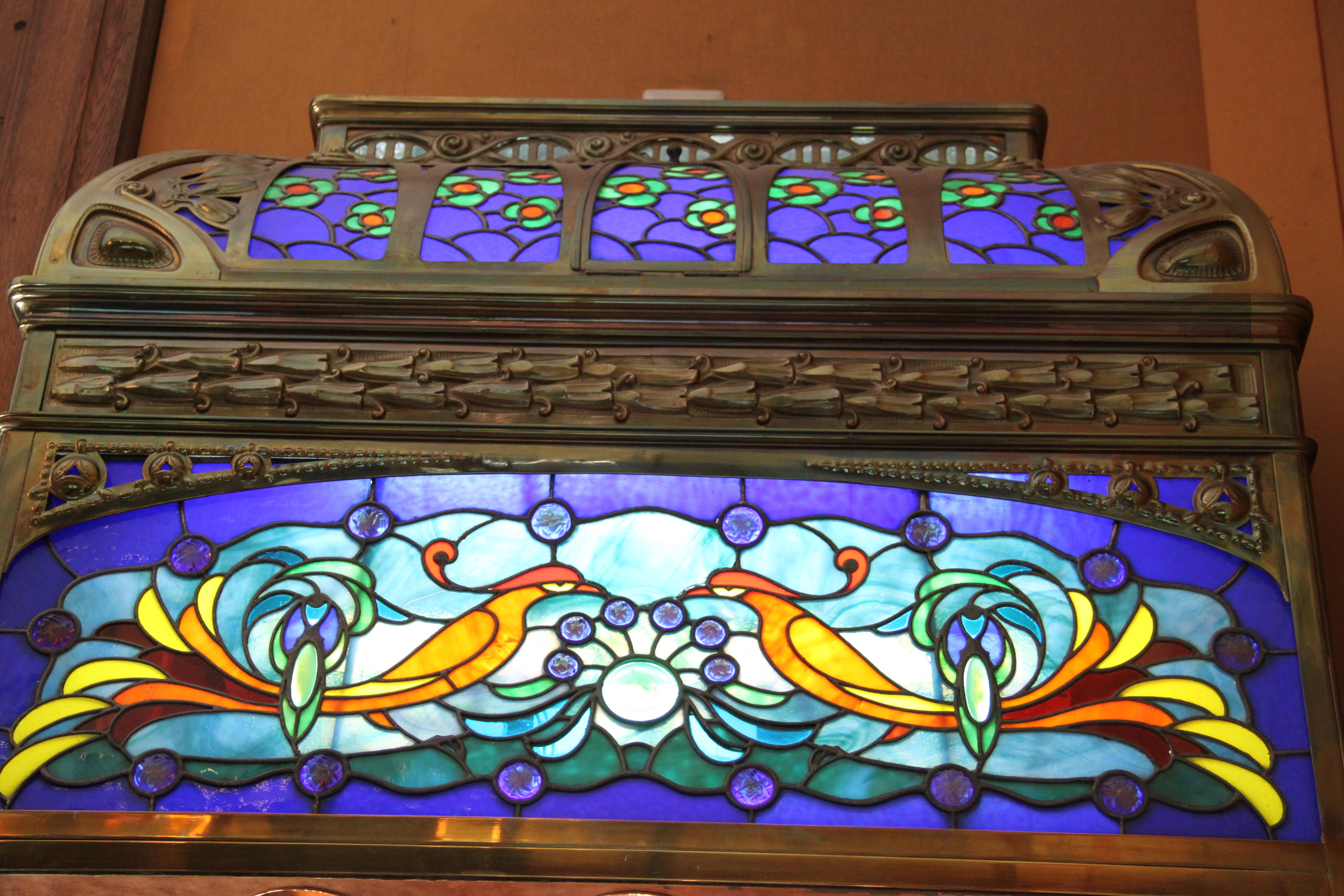
Coffret école de Nancy

### Musique et arts du spectacle, littérature

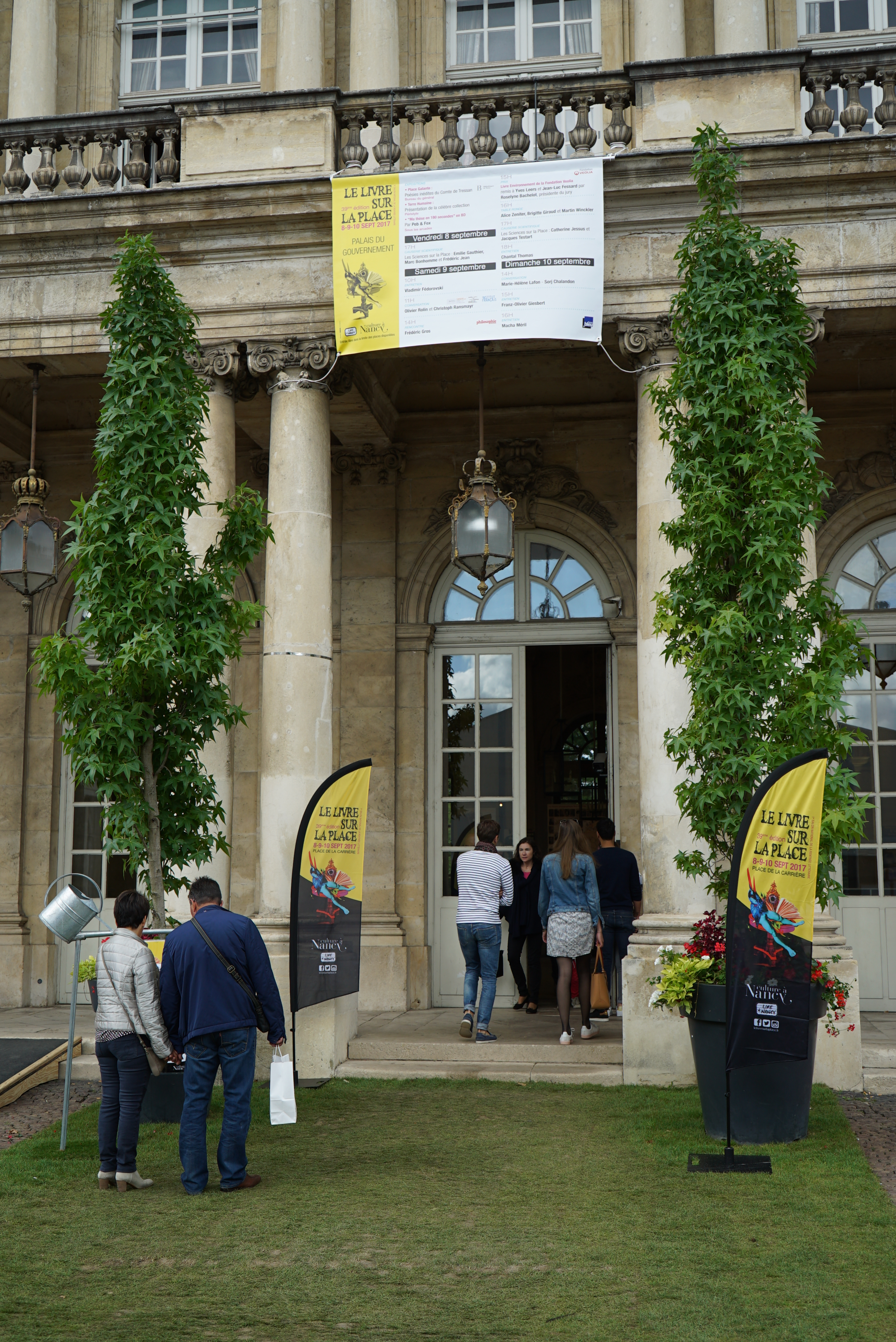
Le livre sur la place.

- La ville de Nancy a accueilli en 2013 des événements renaissance dans l'esprit du Festival RenaissanceS de Bar-le-Duc
- Un festival met à l'honneur le film italien à Villerupt (plus de 40 000 visiteurs en 2013).
- Nancy Jazz Pulsations (100 000 visites en 2013) est un festival de jazz et de musiques actuelles.
- Festival « Jardin du Michel » Bulligny puis Toul (18 000 visites en 2013)
- Festival « Les Nuits de Stan » à Nancy (13 500 visites en 2013)
- Journées médiévales de Liverdun, animation dans la partie ancienne de la commune de Liverdun qui attire en moyenne 6 000 visiteurs par an depuis 1999.
- Salon du Livre « Le Livre sur la place » à Nancy (170 000 visites en 2013)
- Village du livre de Fontenoy-la-Joûte à Fontenoy-La-Joûte (40 000 visites en 2013)

#### Métiers d'art et conservation du patrimoine

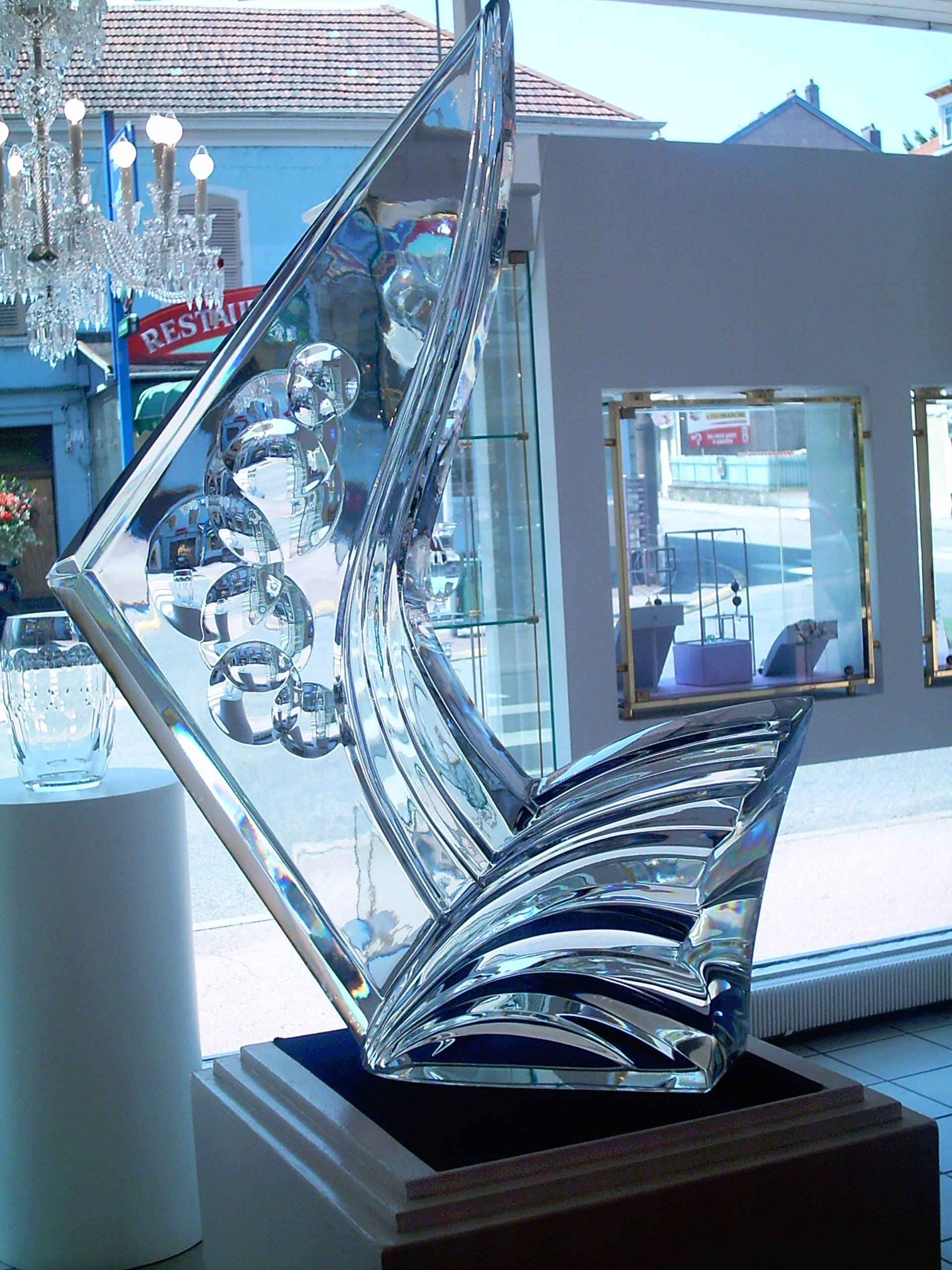
Sculpture en cristal - Baccarat

Des artistes et des marques de renom ont fait de la Meurthe-et-Moselle une terre de savoir-faire. Georges de La Tour, Barthélémy Guibal, Victor Prouvé, Louis Majorelle, Émile Gallé ou encore Antonin Daum sont les artistes à l’origine de la richesse du patrimoine artistique du département. Peintres, sculpteurs, ébénistes ou encore verriers, ils influenceront durablement les arts décoratifs et certains fonderont l’École de Nancy.
En 2011 il existait 460 professionnels des métiers d'art dans le département, soit 40 % des acteurs recensés en Lorraine. Les villes de Nancy, Longwy, Vannes-le-Châtel et Baccarat étaient labellisées "Villes et métiers d'art" cette année.

#### Patrimoine vivant
Le Label « Entreprise du patrimoine vivant » (EPV) a été attribué à 6 entreprises en 2011. Cette distinction récompense les entreprises françaises aux savoir-faire artisanaux et industriels d'excellence(Manufactures Royales de Lunéville et Saint-Clément, Manufacture des Émaux de Longwy, fabrication d'objets décoratifs en céramique et restauration de monuments historiques à Longwy…).

### Tourisme d'affaires
Le tourisme d'affaires : La clientèle d’affaires représente plus des deux tiers des clients des hôtels de Meurthe-et-Moselle. Celle-ci assure à ces hôtels des taux de fréquentation en semaine très élevés. Parmi les événements les plus notables : la foire internationale de Nancy

### Tourisme gastronomique etagritourisme
La culture des mirabelles de Lorraine dans le département représentait 38 % des surfaces nationales en 2011. L'Indication géographique protégée est également attribuée aux Bergamotes de Nancy, alors que les vins de côtes de Toul bénéficient d'un AOC depuis 1998.
La mirabelle était déjà à l'honneur en 1936 tel qu'en témoigne une affiche de la ville de Bayon datant l’événement "Fête de la mirabelle" du 30 août.

Ces richesses gastronomiques parmi les macarons, madeleines et autres pâtés et quiches lorraines attirent une clientèle de plus en plus nombreuse. Certaines structures ce sont adaptées pour offrir des séjours alliant déplacement, activités sportives et gastronomie (L'office de tourisme "terres de lorraine" le propose à son catalogue de séjours de groupes) 

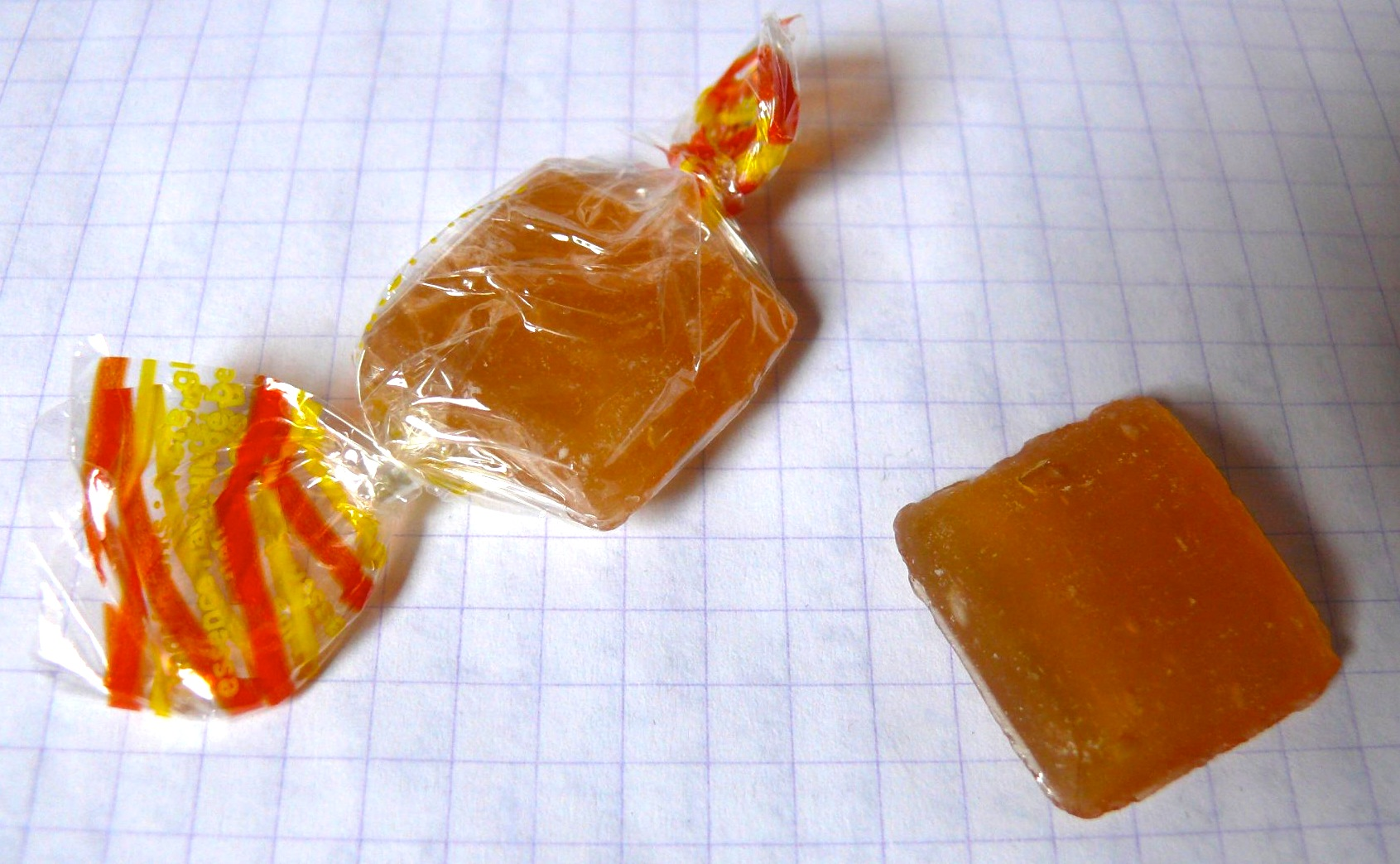
Bergamotes de Nancy
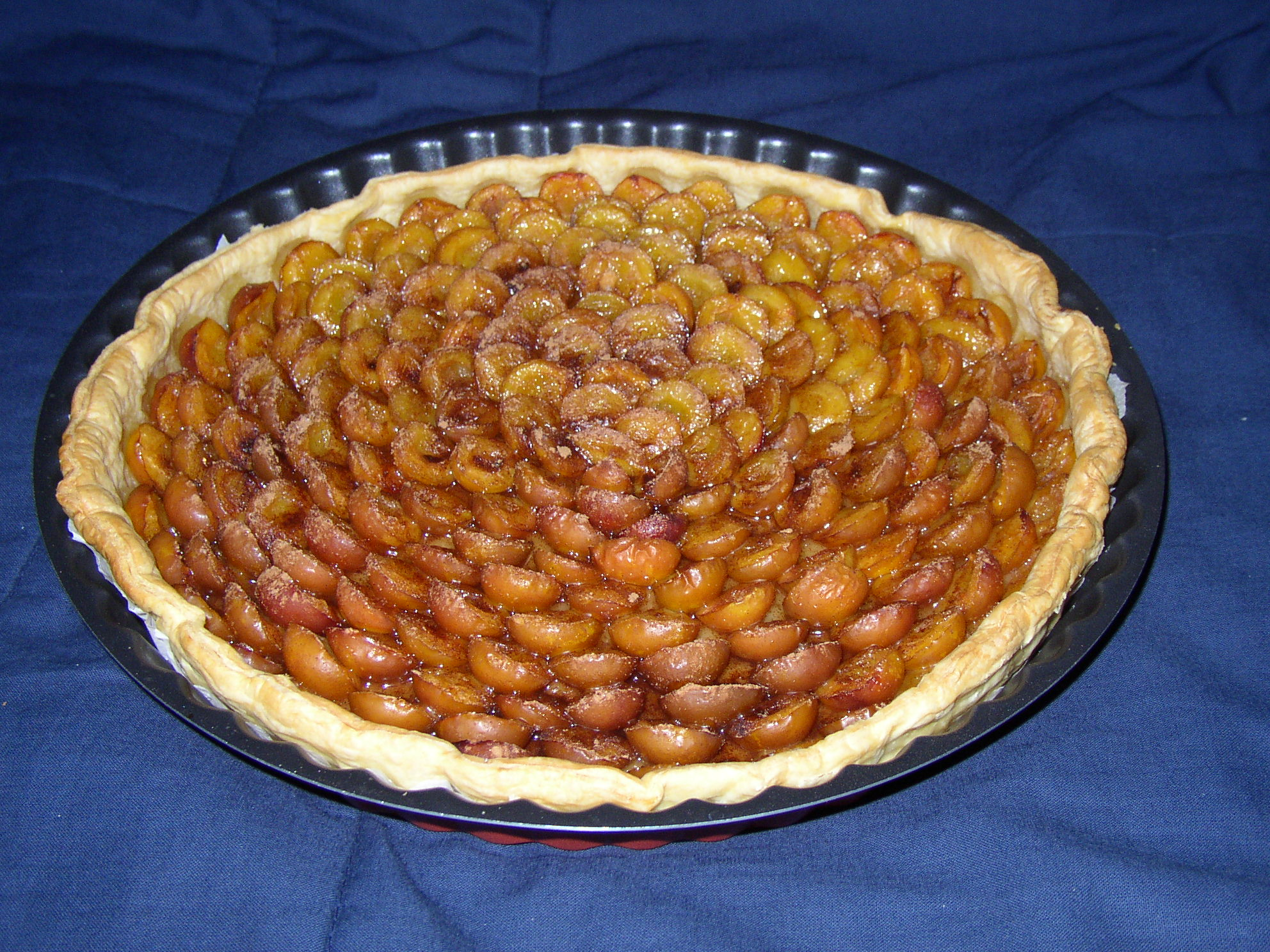
Tarte à la mirabelle
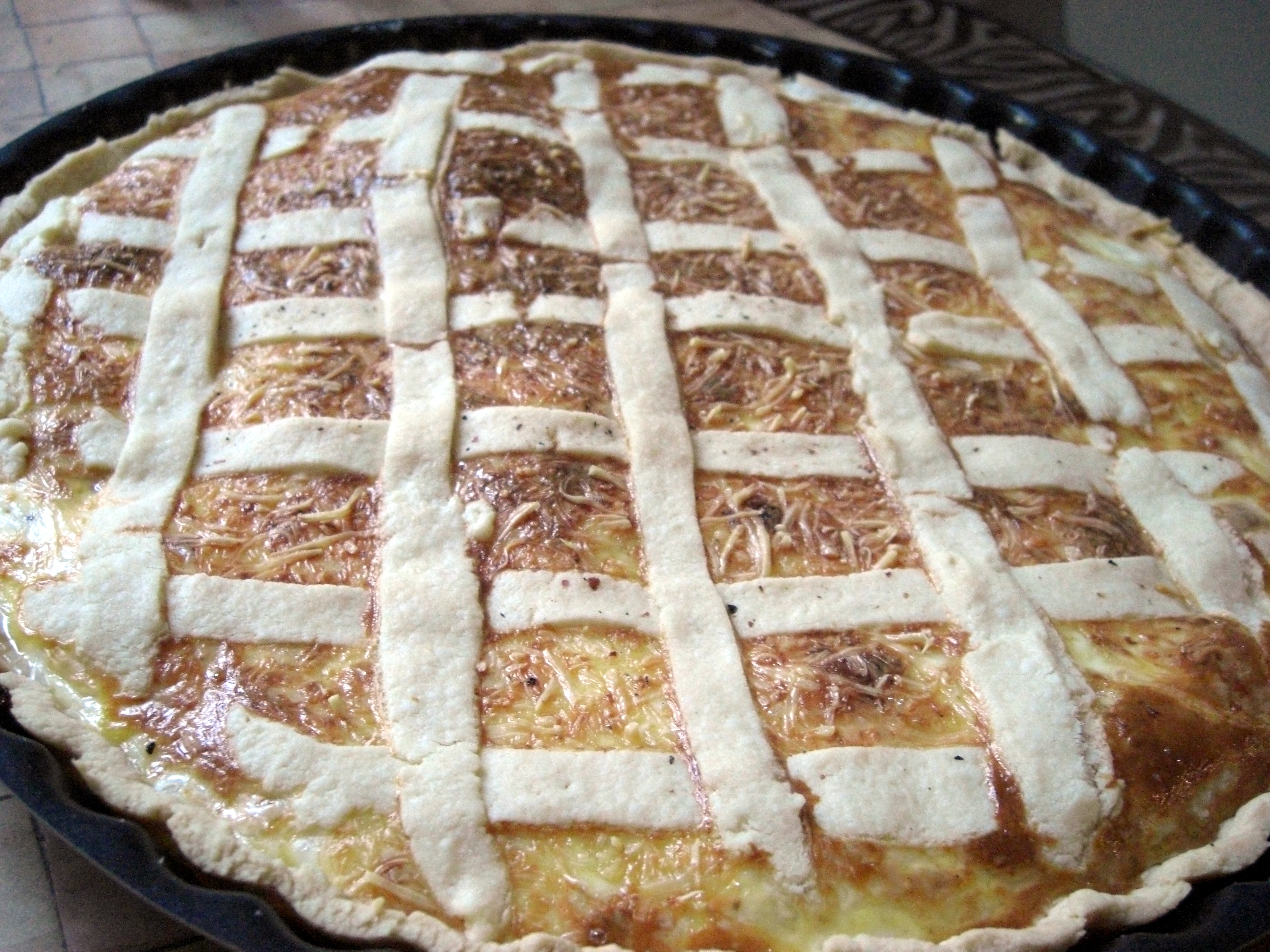
Quiche lorraine

Au XIXe siècle, la Lorraine possédait environ deux cents brasseries et malteries, souvenir évoqué au musée français de la brasserie à Saint-Nicolas-de-Port. A Champigneulles subsiste la dernière brasserie de la région encore en activité.

### Tourisme technique(Tourisme industriel)

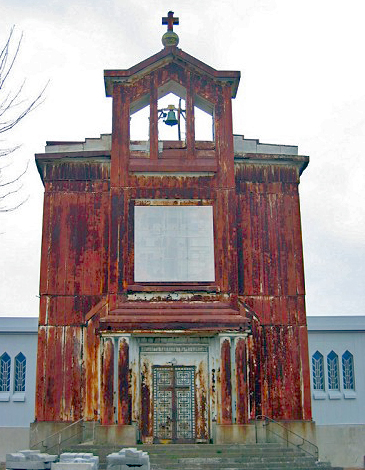
L'église de Crusnes avant sa rénovation.

En France, les Chambres de Commerce et d’Industrie sont les premiers acteurs à avoir donné une visibilité au tourisme industriel, en lançant, en 1994, les « Rendez-vous de la Visite d’Entreprise », manifestation qui s’est transformée, depuis 2006, en « Colloque Européen de la Visite d’Entreprise ». La période de 2000 à 2005 a vu le lancement du label de qualité « Destination-Entreprise ». En 2014, un observatoire de la visite d’entreprise a été mis en place, concernant notamment la répartition des entreprises par secteur d’activité, la taille des entreprises, le nombre de visiteurs, la motivation et profils des visiteurs.

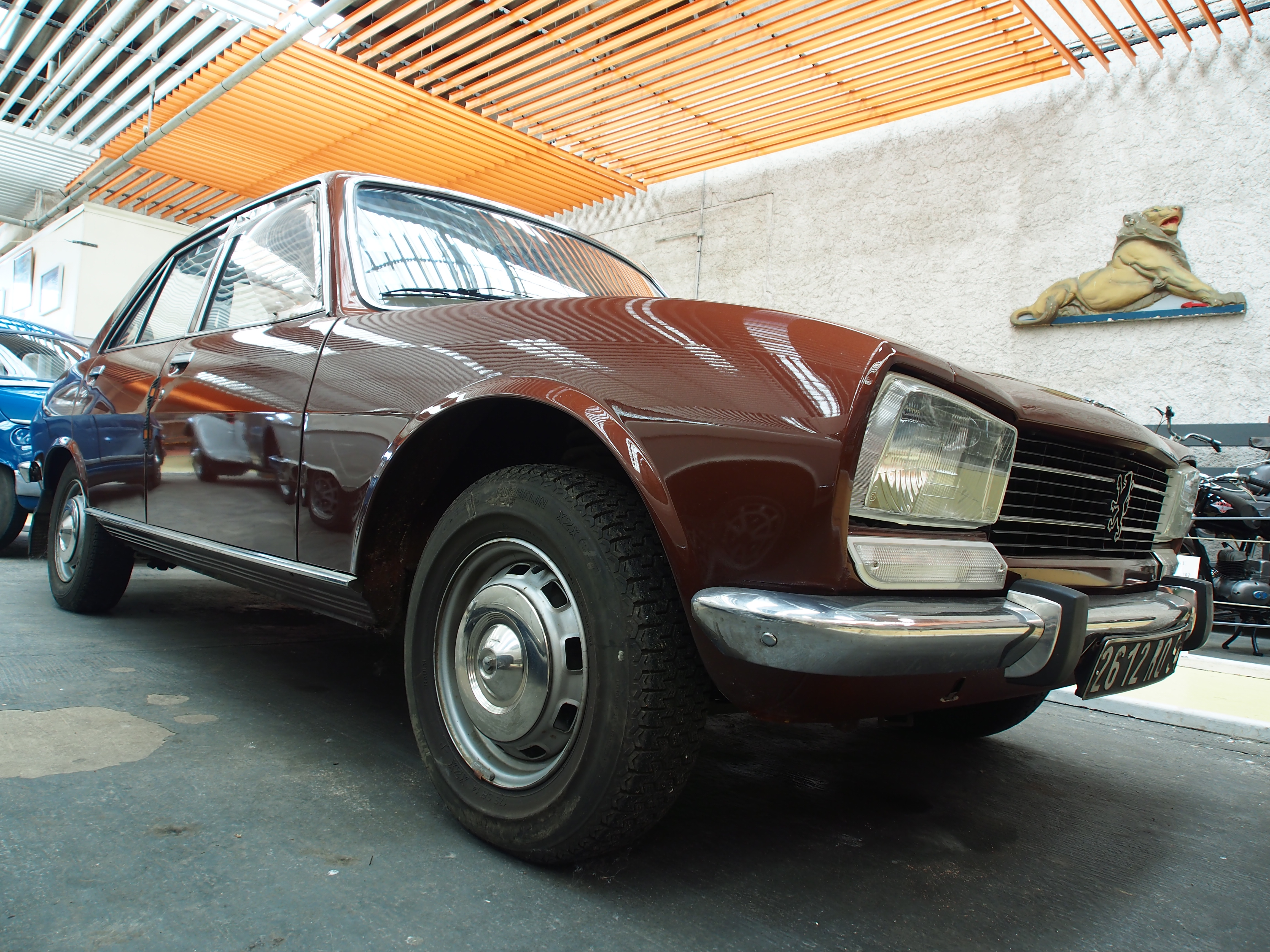
(Peugeot) Association Lorraine des Amateurs d ' Automobiles

- Le musée du Fer et d'autres musées régionaux évoquent régulièrement le passé industriel du département[25], notamment la fourniture de l'acier pour la construction de la tour Eiffel par les aciéries de Pompey.
- On peut visiter, sur demande, la centrale thermique de Blénod, à charbon combiné gaz.
- La Maison de la mirabelle[26] (Rozelieures) offre un parcours découverte de la mirabelle dans les locaux d'une entreprise régionale.
- Les Brasseurs de Lorraine de Pont-à-Mousson brassent aujourd'hui 13 bières artisanales.
- L’église Sainte Barbe de Crusnes est une commande de la famille De Wendel propriétaire de la Société des Mines de fer de CRUSNES, pour ses ouvriers.
- En 2014, Baccarat a fêté les deux cent cinquante ans de sa verrerie.
- L'Association Lorraine des Amateurs d'Automobiles de Collection et de Loisirs (ALAACL) expose 70 véhicules de 1895 à 1990 au musée de l'automobile de Nancy.

### Tourisme thermal
Le thermalisme a laissé son empreinte dans le département depuis 1909 avec la création de Nancy-Thermal, mais cette activité a surtout été le point fort du département des Vosges limitrophe.

### Tourisme fluvial
Les voies navigables qui traversent le département sont :
- La Moselle canalisée, de Neuves-Maisons à Arnaville;
- Le canal de la Marne au Rhin, de Xures à Lay-st-Rémy;
- Le Canal des Vosges de Gripport à Messein
- Le Canal de Jonction de Laneuveville à Messein.

Le département possède une infrastructure fluviale dont la particularité est de permettre de réaliser une boucle autour du massif de Hayes et Nancy en empruntant la Moselle canalisée et le canal de jonction (ou embranchement de Nancy).Certaines collectivités territoriales cherchent à mettre en valeur cette particularité au travers d'actions de communication et par le biais d'une association de type loi de 1901.
Bateaux de plaisance comptabilisés à l’écluse de Toul sur le parcours de la « boucle » :
Pour des raisons techniques, il est temporairement impossible d'afficher le graphique qui aurait dû être présenté ici.

Le département comptait en 2008, 17 haltes fluviales et équipements d’accueil, 6 ports de plaisance dont Nancy St-Georges labellisé Pavillon Bleu.

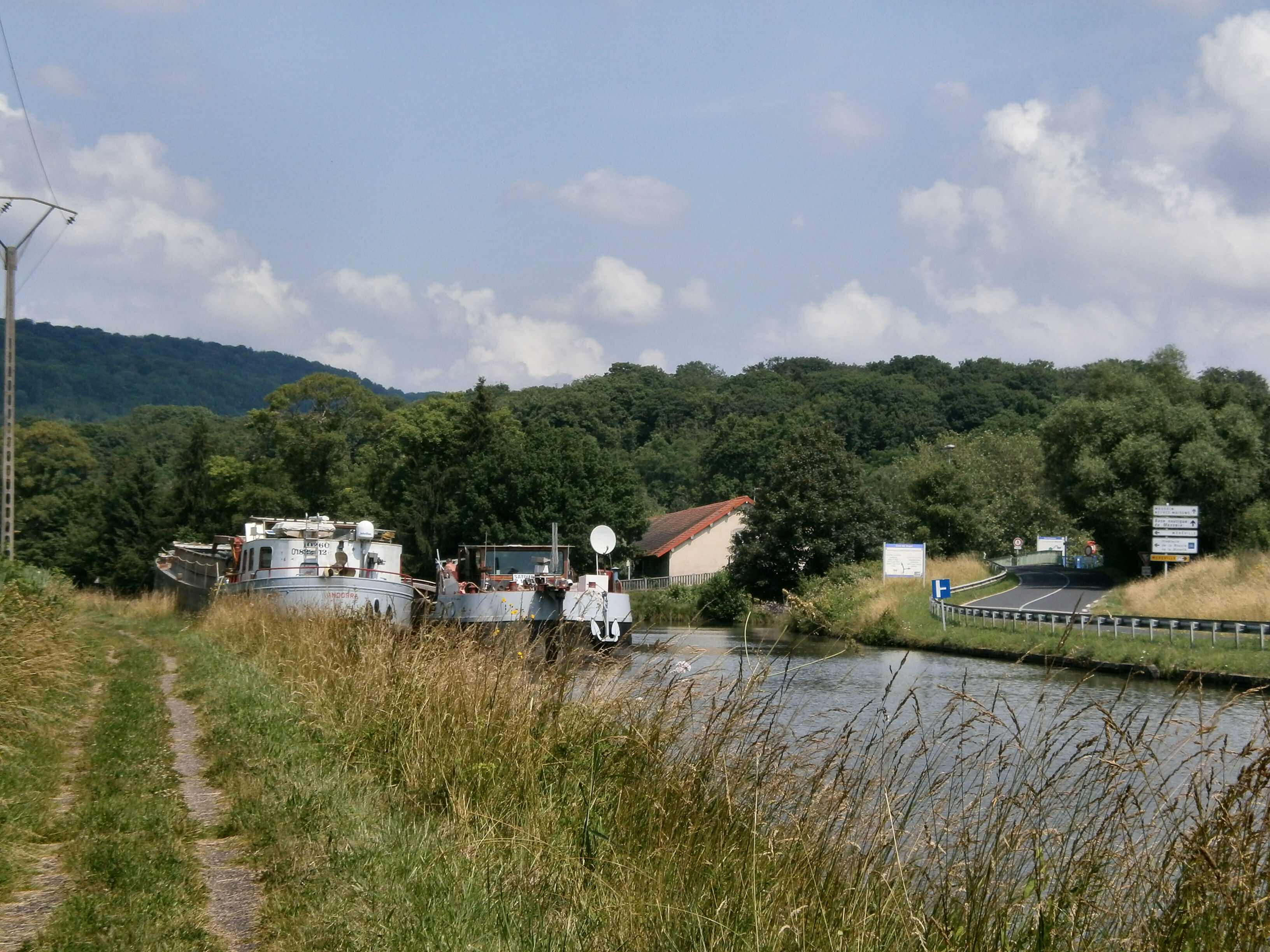
Croisement de bateaux sur la canal à Richardménil
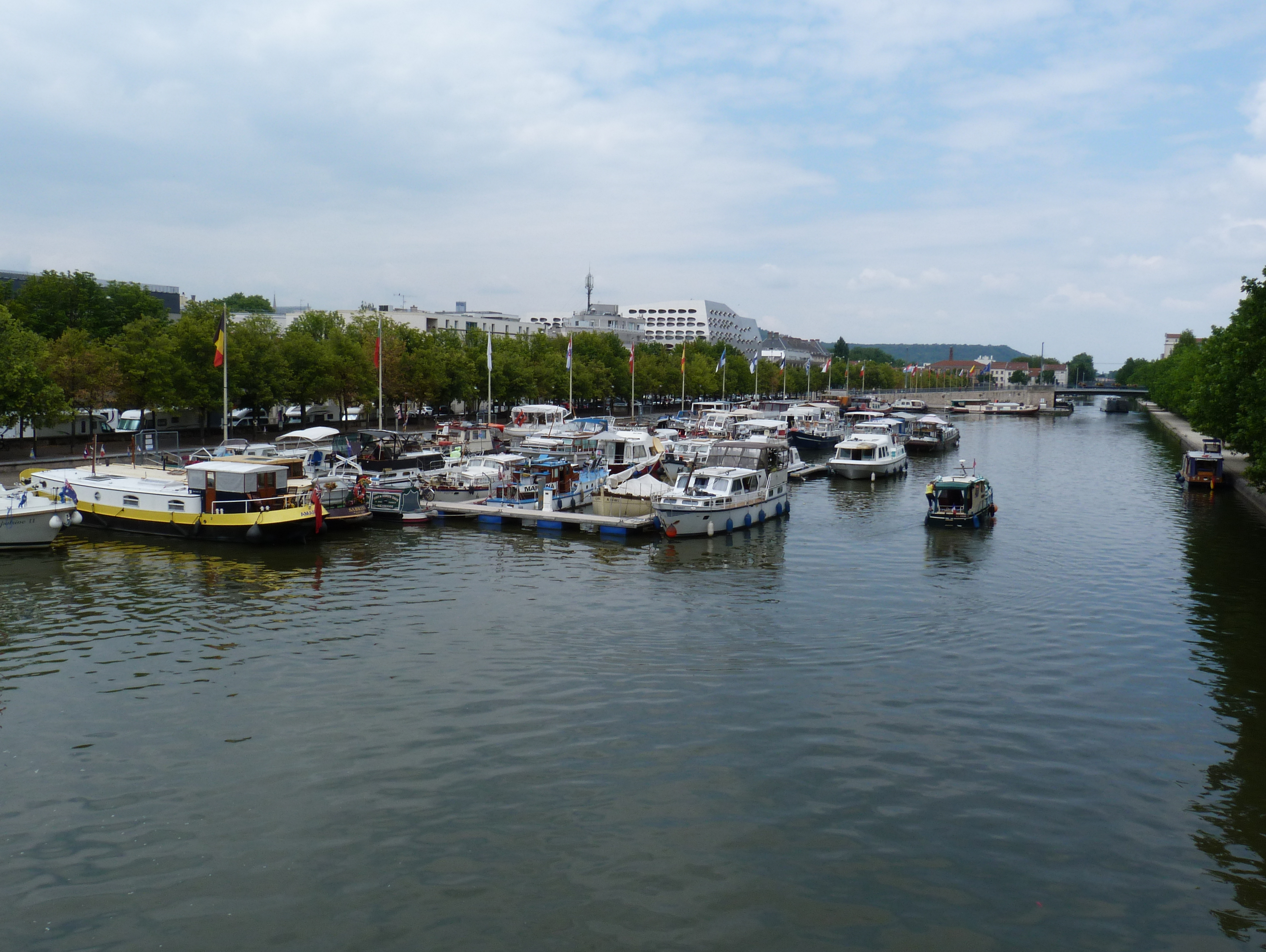
Port de plaisance de Nancy
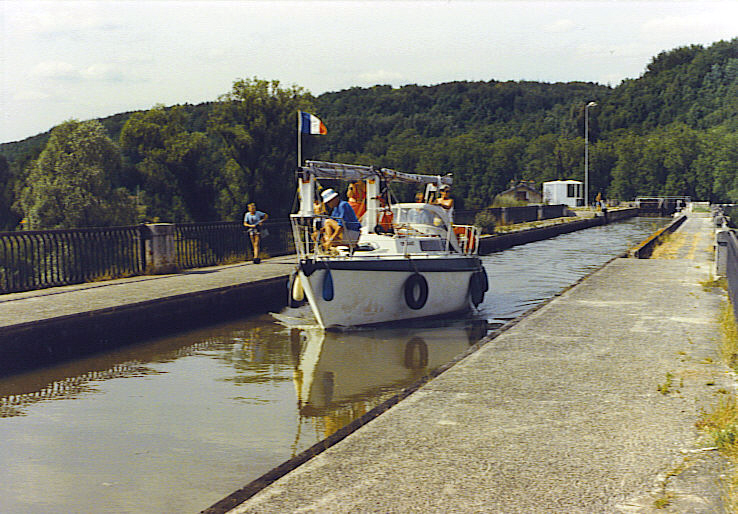
Pont Canal de Flavigny
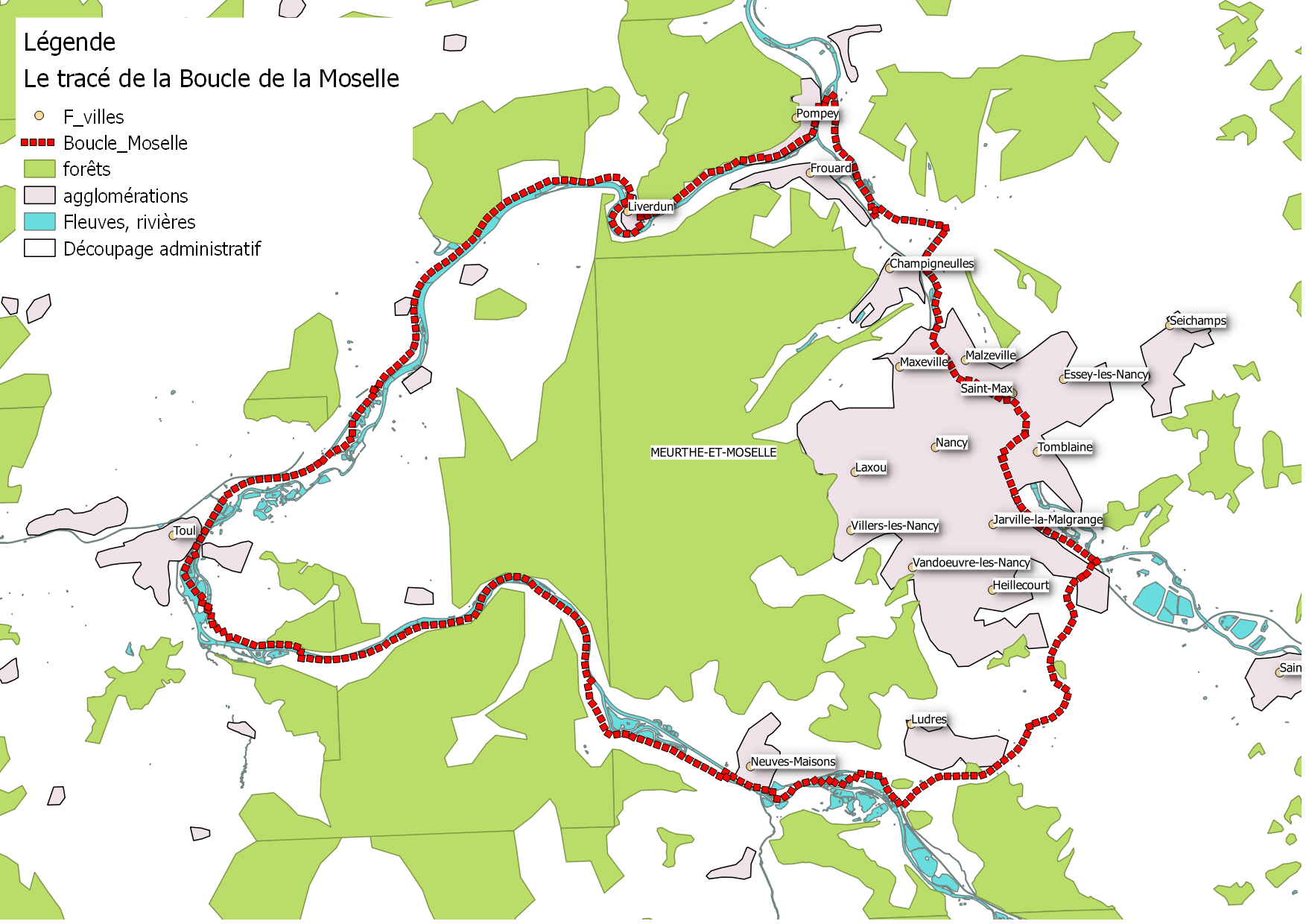
La Boucle de la Moselle

### Tourisme vert
Le Parc naturel régional de Lorraine attire nombre de visiteurs pour de courts ou longs séjours. Une situation favorisée par la proximité des grandes agglomérations que sont Nancy, Metz, Thionville, Forbach, Strasbourg ou encore Luxembourg et Sarrebruck, qui à elles seules représentent un ensemble de 2,5 millions d’habitants, à une heure ou moins de voiture.Une des formes les plus répandues de tourisme vert est constituée par les résidences secondaires pour lesquelles la présence d’un plan d’eau joue un véritable rôle d’aimant. Ce type de villégiature a fleuri, le long du Rupt de Mad en Meurthe-et-Moselle.
Les communes de Nancy et Gélaucourt ont été admises au label Villes et villages fleuris

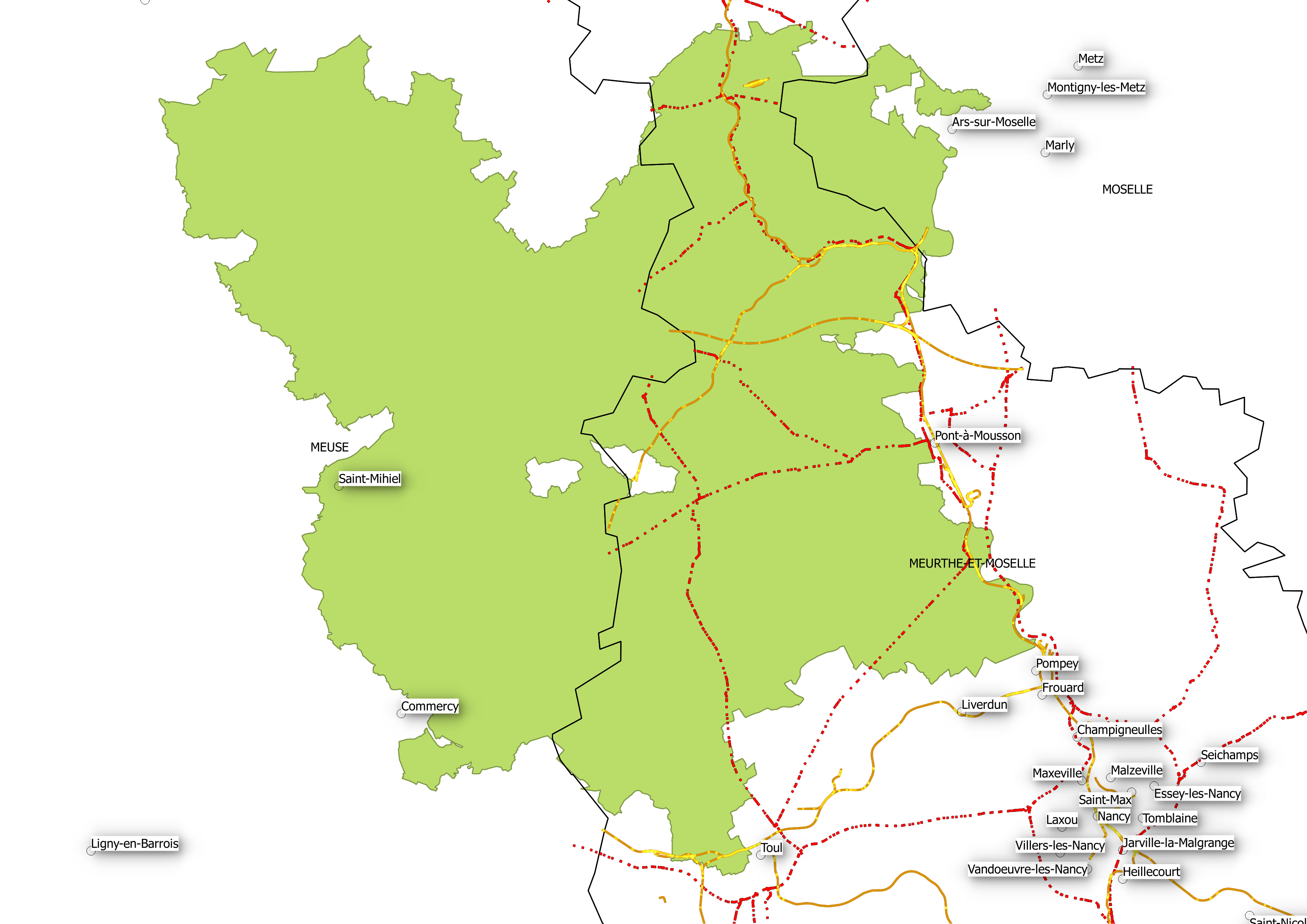
Périmètre du Parc naturel Régional Lorraine et limites du département de Meurthe et Moselle

#### Activités de pleine nature
- Parapente : colline de Sion, lieu majeur du tourisme Meurthe-et-mosellan.
- La vallée de la Plaine : aux confins des départements de Meurthe-et-Moselle, des Vosges et du Bas-Rhin, offre une multitude d'attraits avec lac aménagé, activités sportives et de loisirs, circuits VTT labellisés FFC, chemins forestiers pour randonnées pédestres.
- Randonnée : 5 GR (Grande Randonnée) : - GR 5 : 90 km - GR 570 : 110 km - GR 534 : 272 km - GR 533 : 30 km - GR 5F : 472 km

Licenciés en Meurthe et Moselle (2017) INJEP-MEOS / Recensement des licences sportives 2017, réalisé auprès des fédérations sportives agréées par le Ministère des Sports :

### Tourisme de loisirs

#### Événements

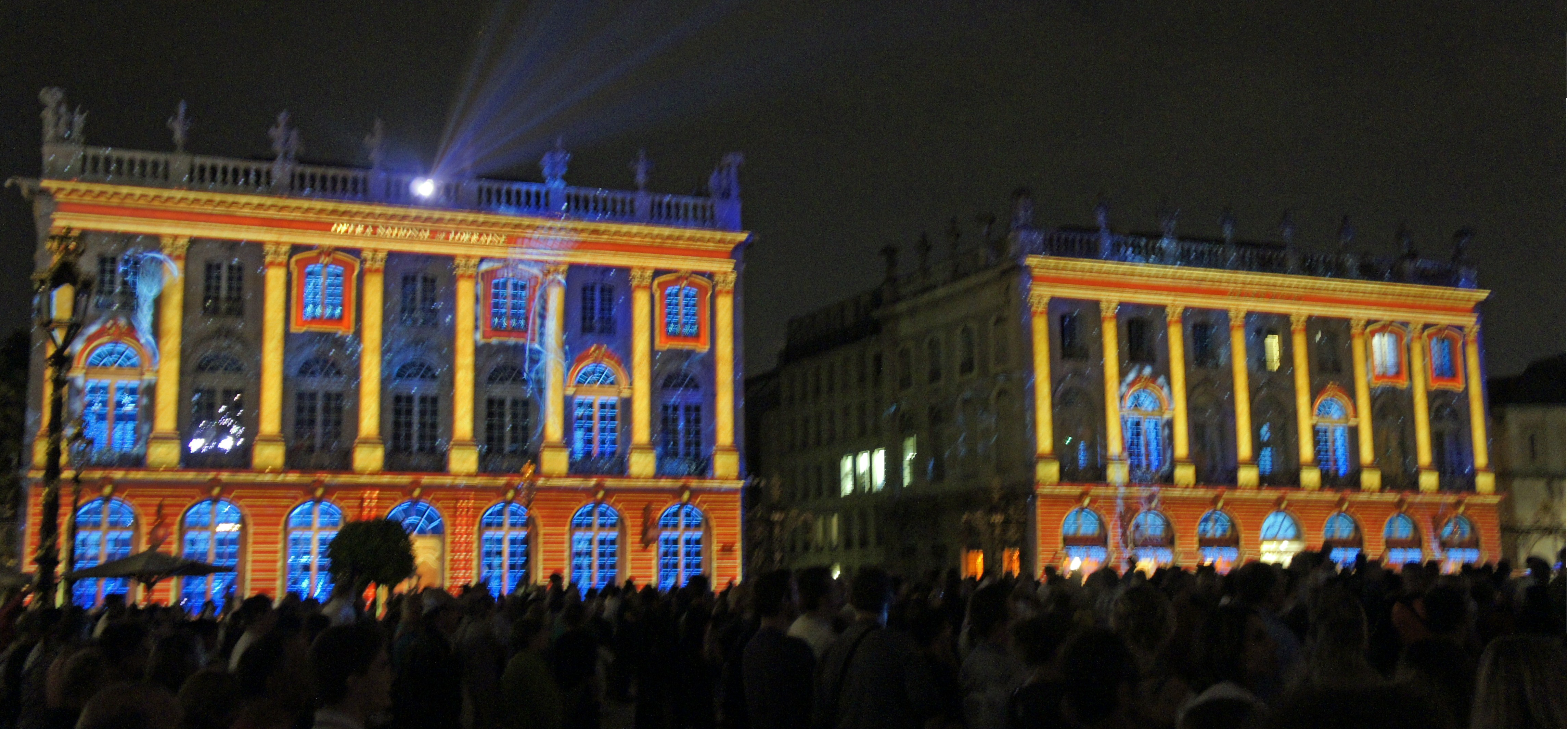
« Rendez-vous Place Stanislas »

Le spectacle son et lumière de la Place Stanislas (« Rendez-vous Place Stanislas ») s'est progressivement hissé au 41e rang des sites français en nombre de visiteurs (environ 625 000 en 2016) talonné par la manifestation aéronautique Mondial Air Ballon à Chambley (300 000 à 400 000 visiteurs).
Pour des raisons techniques, il est temporairement impossible d'afficher le graphique qui aurait dû être présenté ici.

Bateaux-promenade Sbg(35), Palais de Tokyo à Paris(36),Musée Picasso à Paris(37), Les Machines Nantes (38), la Mer de Glace(39), le zoo de la Palmyre(40), Rendez-vous Place Stanislas Nancy(41)
source = Atout France, ministère de la Culture / Direction générale des patrimoines / département de la Politique des publics.

#### Loisirs nature et sites d'aventure insolite

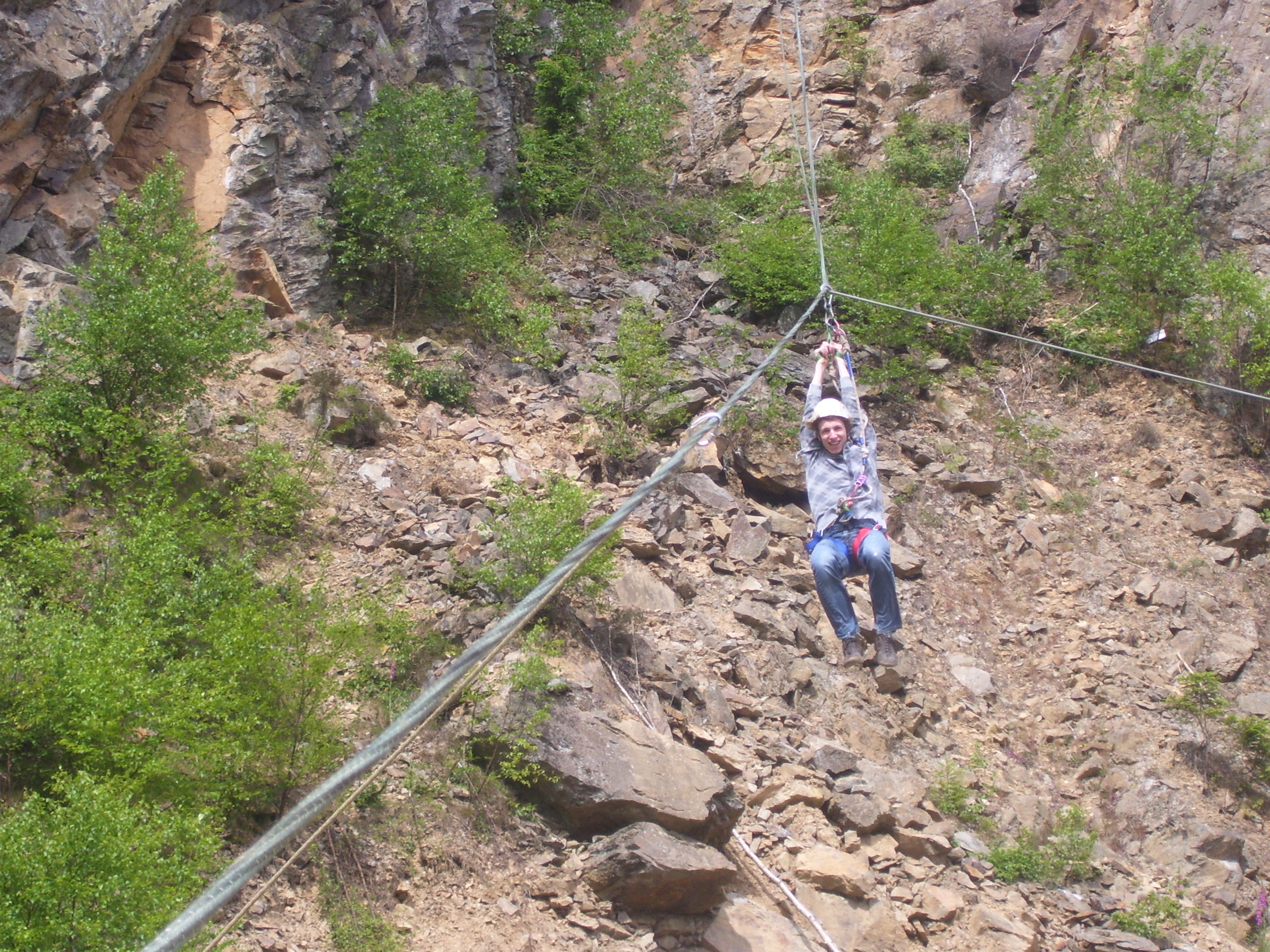
Un exemple d'activité en parc aventure
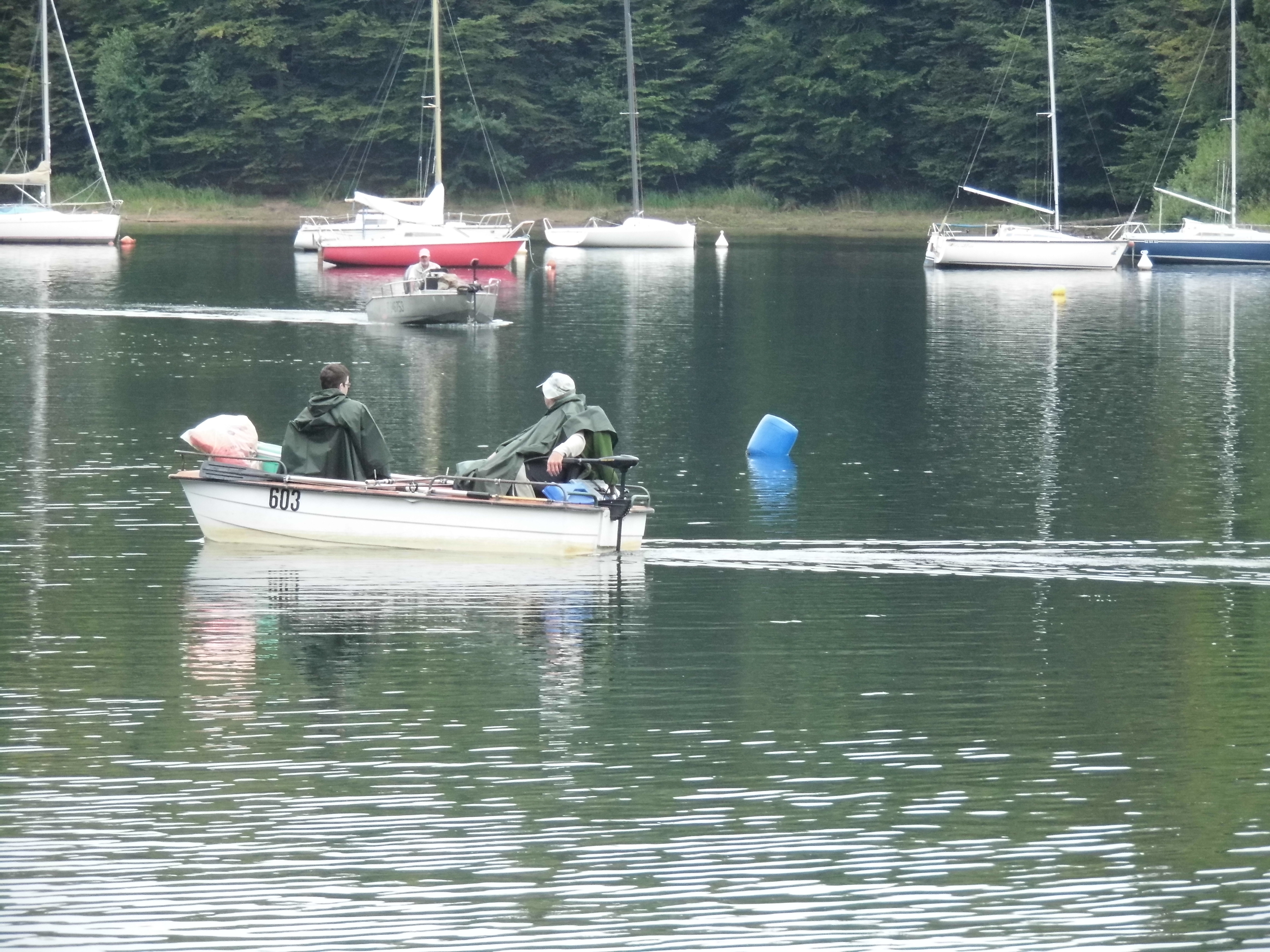
Lac de Pierre Percée
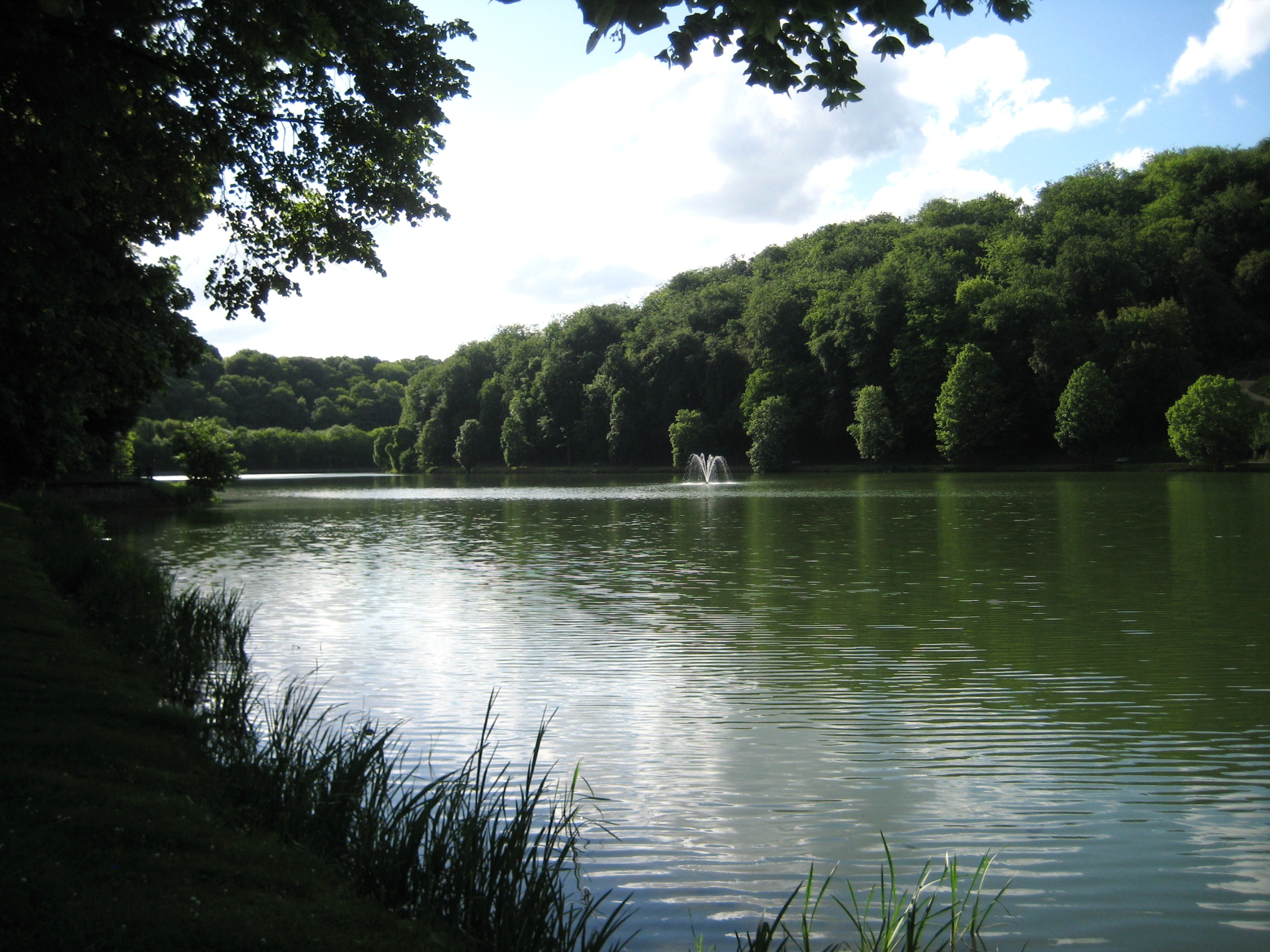
Plan d'eau Sangsue (Briey)

- Par de loisirs de la Forêt de Haye : Complexe de Loisirs sur une superficie de 6 000 m2
- Parc d'Aventures à Pompey[29]

#### Parcs de loisirs
Il n'existe aucun parc d'attractions comptant plus de 100 000 visiteurs dans le département de Meurthe-et-Moselle.

#### Jardins botaniques et d'agrément
La Meurthe et Moselle est une des régions les plus riches de France en nombre de parcs et jardins ouverts au public et arrive en tête des départements lorrains. Parmi les parcs et jardins situés dans le Grand Est, 6 ont obtenu le label Jardin remarquable dans le département, dont 4 dans l’agglomération nancéienne.

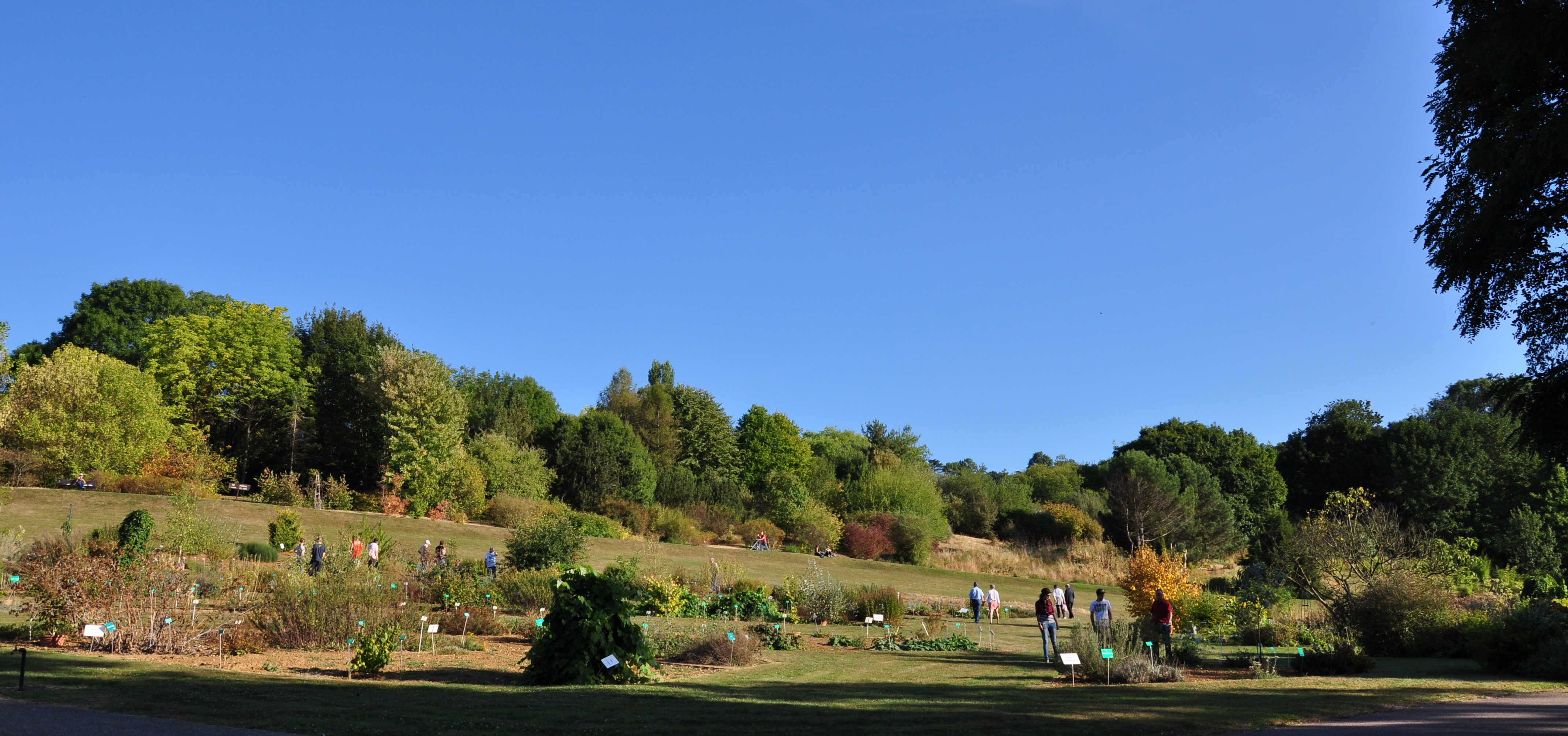
Vue panoramique du jardin botanique du Montet à Villers-les-Nancy
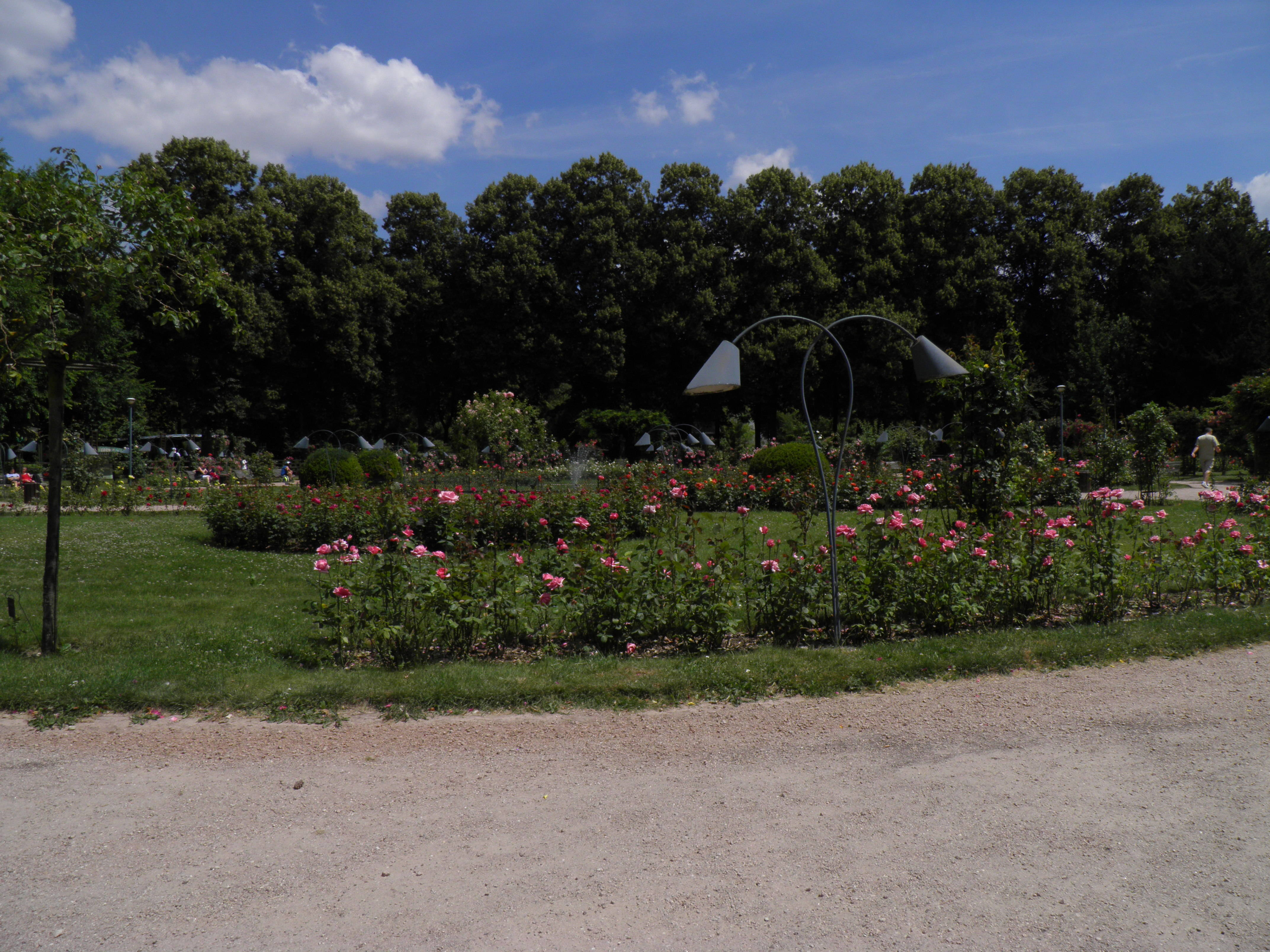
Parc de la Pépinière (Nancy)
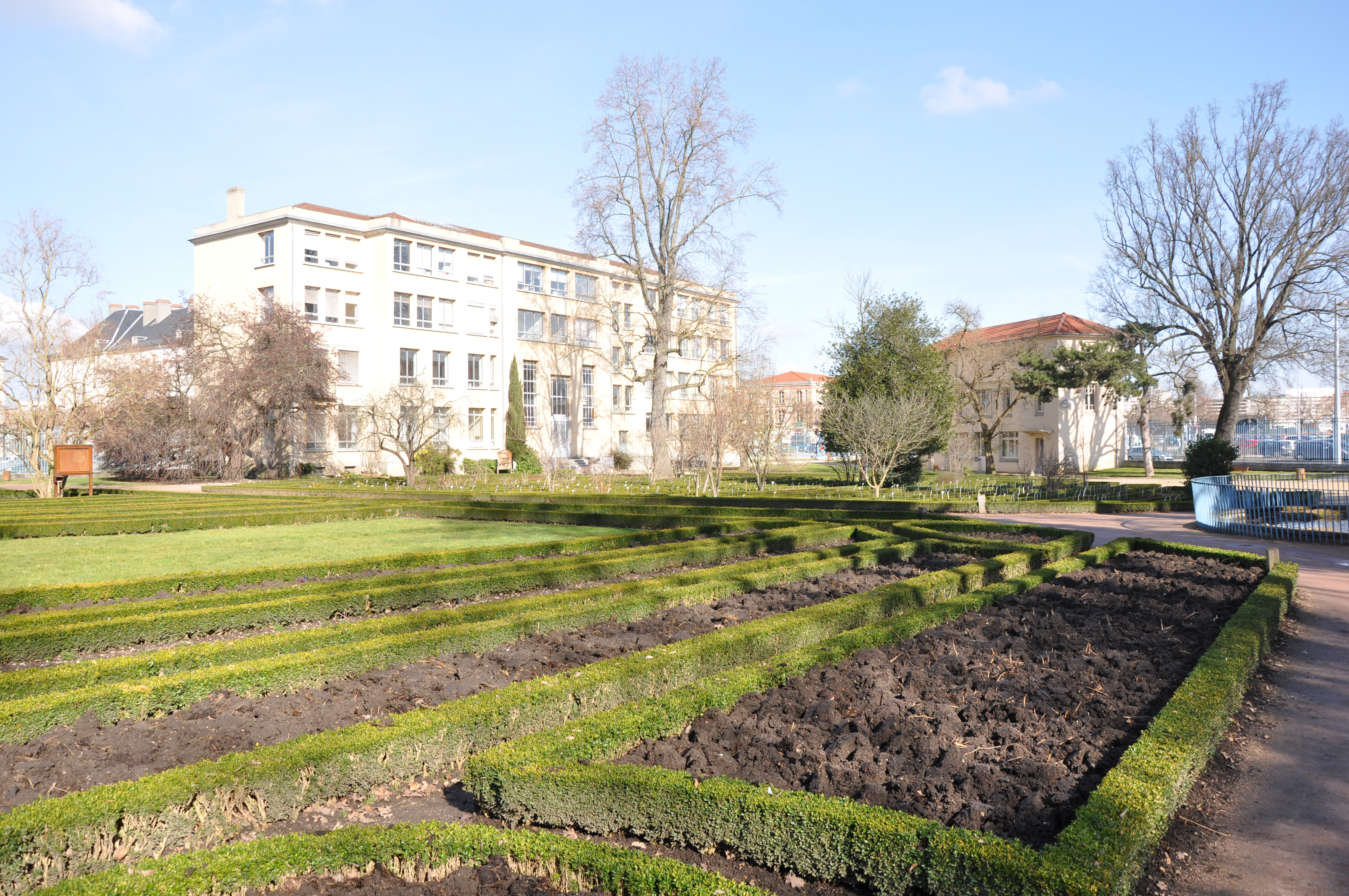
Jardin Dominique Aleksander Godron
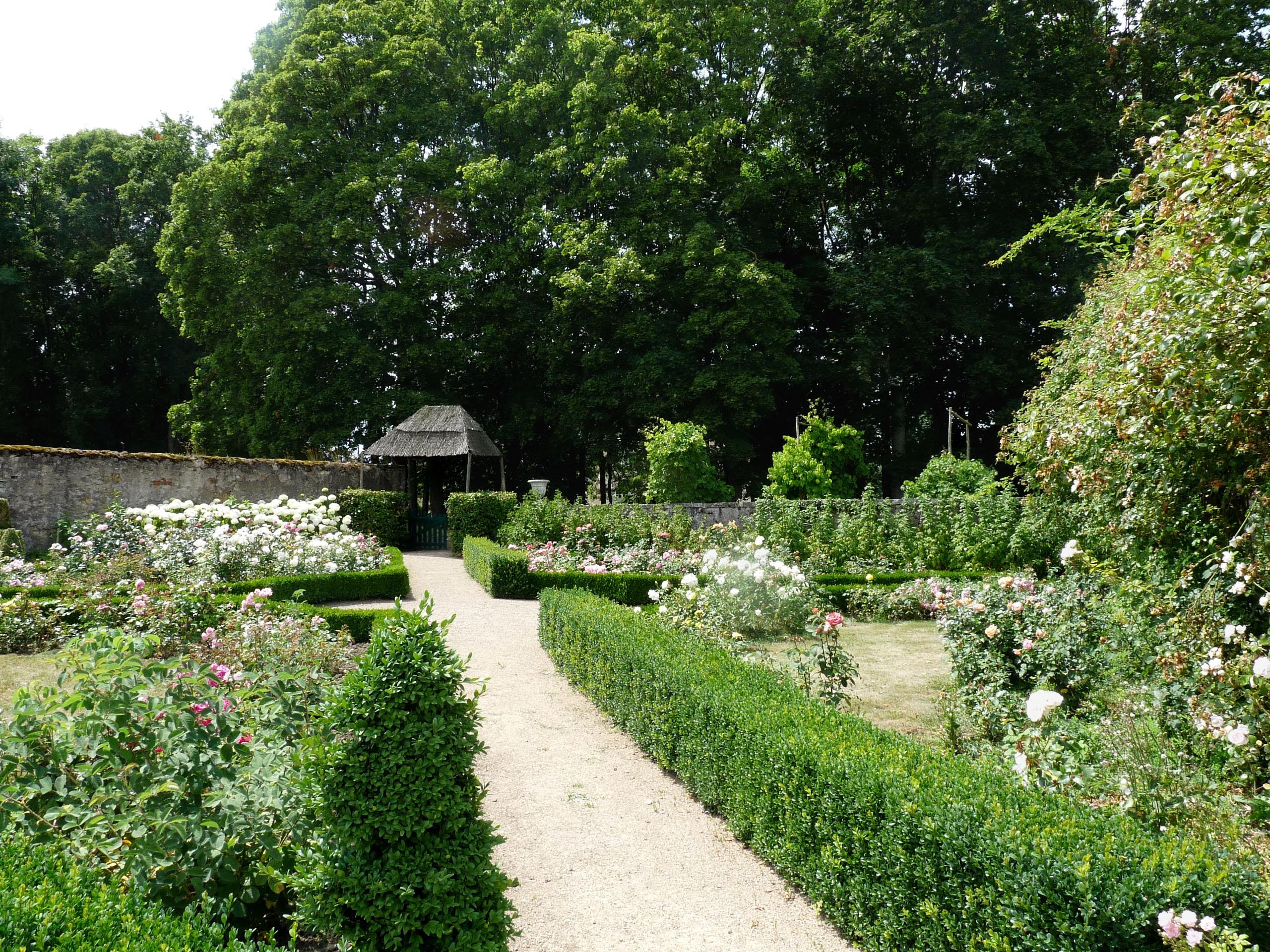
Château de Fléville-Roseraie

## Économie du tourisme

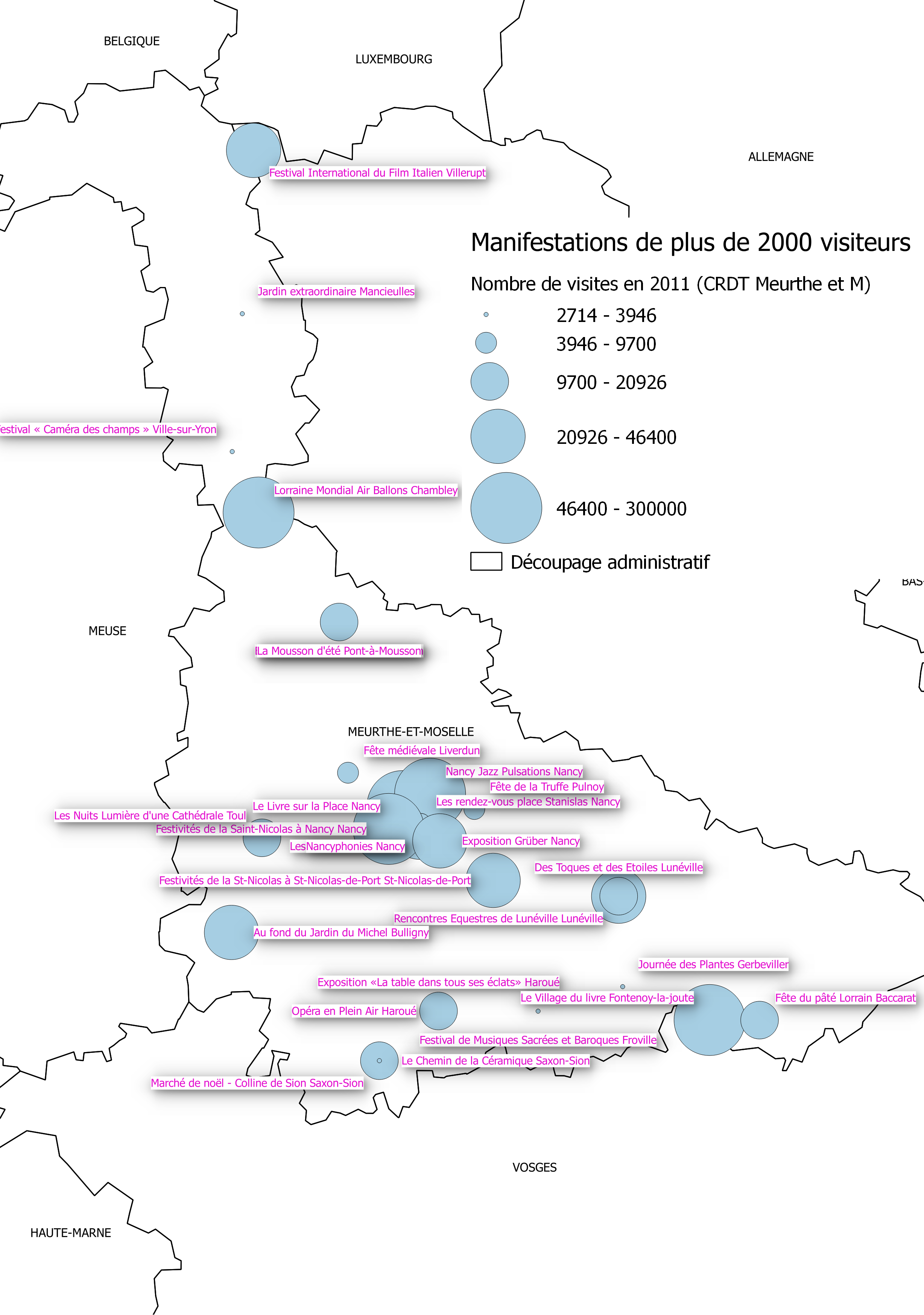
Principales manifestations en Meurthe-et-Moselle en 2011.

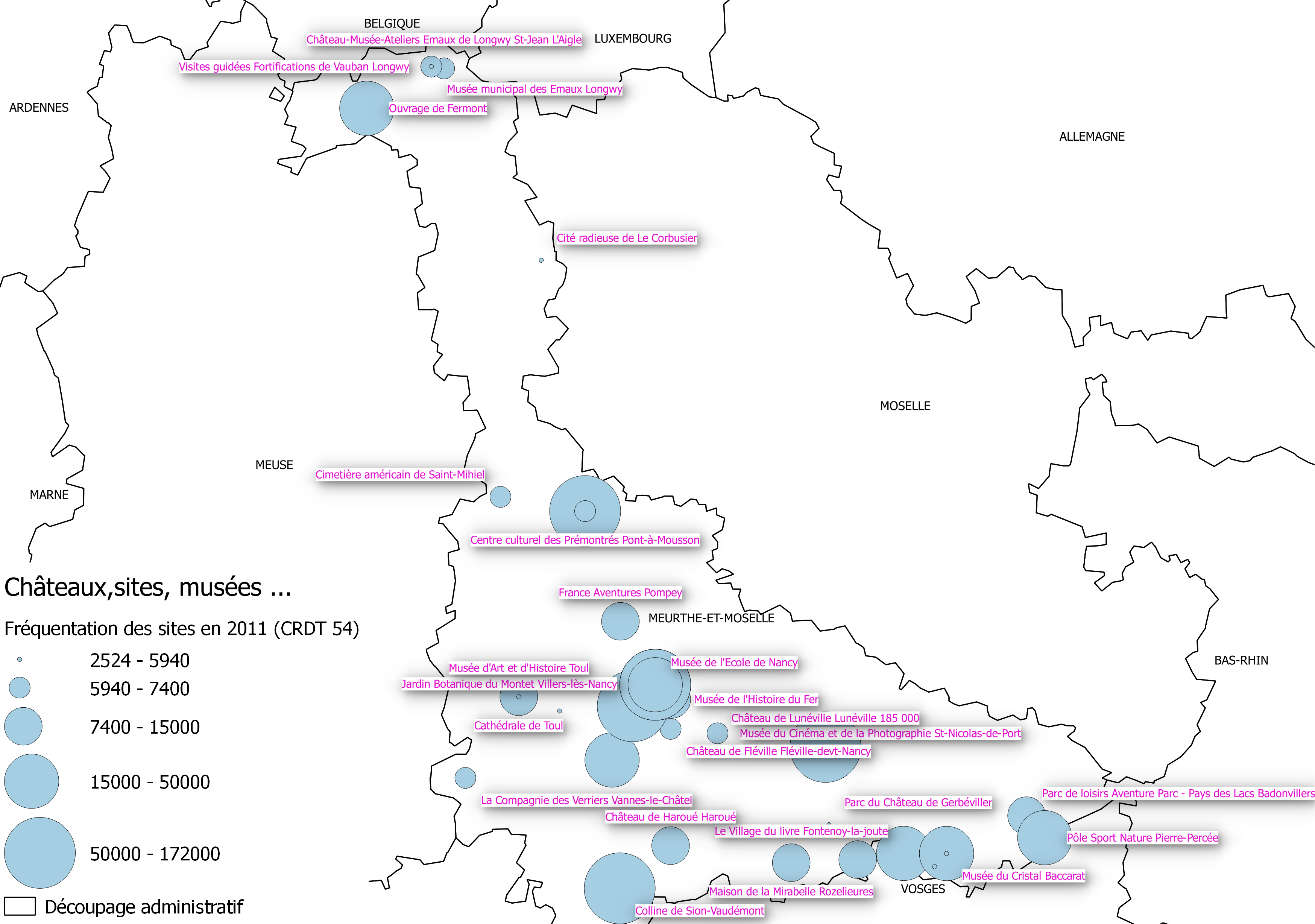
Fréquentation des sites touristiques Meurthe et Mosellans en 2011.

La Meurthe et Moselle participe à la Consommation touristique intérieure dans le Grand-Est qui a été de plus de 6 milliards d'euros en 2016 (Source INSEE) Cette consommation touristique intérieure retrace la totalité des dépenses touristiques auprès des fournisseurs de biens et services résidant sur le territoire. Elles sont effectuées par les touristes et les excursionnistes, qu’ils soient français ou étrangers.
Pour des raisons techniques, il est temporairement impossible d'afficher le graphique qui aurait dû être présenté ici.

### Hébergements
En 2012 le département avait une capacité de plus de 14 900 lits marchands. (Hôtels, campings, meublés, chambres d'hôtes hébergements collectifs et résidences de tourisme)
Pour des raisons techniques, il est temporairement impossible d'afficher le graphique qui aurait dû être présenté ici.

Evolution du nombre de lits marchands en Meurthe et Moselle entre 2005 et 2013.

#### Hôtels et campings
Le chiffre d'affaires généré dans les hôtels, campings classés et meublés de tourisme était estimé à 61 millions d'euros en 2011 pour la Meurthe et Moselle.

#### Centres de vacances
Pour des raisons techniques, il est temporairement impossible d'afficher le graphique qui aurait dû être présenté ici.

#### Résidences secondaires
En 2013 La Meurthe et Moselle comptait 5 566 résidences secondaires, soit environ 28 000 lits touristiques non marchands
Pour des raisons techniques, il est temporairement impossible d'afficher le graphique qui aurait dû être présenté ici.

### Fréquentation touristique
La Meurthe-et-Moselle a attiré 4 191 000 visiteurs en 2015 (+ 6,4 % en un an)

#### Classement 2011 de fréquentation (groupe de10 000à200 000 visiteurs)
- Château de Lunéville: 185 000 visiteurs
- Colline de Sion-Vaudémont: 172 000 visiteurs
- Centre culturel des Prémontrés: 99 100 visiteurs
- Muséum-Aquarium de Nancy: 89 181 visiteurs
- Musée des Beaux Arts Nancy: 74 600 visiteurs
- Jardin Botanique du Montet Villers-lès-Nancy: 71 022 visiteurs
- Musée Lorrain: 57 081 visiteurs
- Le Village du livre Fontenoy-la-joute: 50 000 visiteurs
- Musée de l’Ecole de Nancy: 46 263 visiteurs
- Musée du Cristal Baccarat: 28 369 visiteurs
- Petit train touristique de Nancy: 26 205 visiteurs
- Pôle Sport Nature Pierre-Percée: 23 152 visiteurs
- Fort Aventure Bainville-sur-Madon: 20 895 visiteurs
- Ouvrage de Fermont: 15 309 visiteurs
- Cathédrale de Toul: 15 000 visiteurs
- Château de Haroué Haroué: 14 000 visiteurs
- Maison de la Mirabelle Rozelieures: 12 000 visiteurs
- Parc de loisirs Aventure Parc - Pays des Lacs Badonvillers: 12 000 visiteurs

#### Classement 2011 de fréquentation (groupe de2 000à10 000 visiteurs)
- Musée de l’Histoire du Fer: 9 237 visiteurs
- France Aventures Pompey: 8 656 visiteurs
- Vélorails Magnières: 7 449 visiteurs
- Emaux de Longwy St-Jean L’Aigle: 7 400 visiteurs
- Château de Fléville Fléville-devt-Nancy: 6 700 visiteurs
- Cimetière américain de Saint-Mihiel: 6 662 visiteurs
- La Compagnie des Verriers Vannes-le-Châtel: 6 662 visiteurs
- Musée municipal des Emaux Longwy: 6 418 visiteurs
- Musée Français de la Brasserie St-Nicolas-de-Port: 6 000 visiteurs
- Musée «Au fil du papier» Pont-à-Mousson: 5 955 visiteurs
- Musée du Cinéma et de la Photographie St-Nicolas-de-Port: 5 940 visiteurs
- Parc du Château de Gerbéviller: 5 295 visiteurs
- Musée d’Art et d’Histoire Toul: 5 033 visiteurs
- Pôle Bijou Baccarat: 5 000 visiteurs
- Cité radieuse de Le Corbusier: 4 024 visiteurs
- Musée Les Sources d’Hercule Deneuvre: 4 012 visiteurs
- Fort de Villey-le-Sec: 3 630 visiteurs
- Visites guidées Fortifications de Vauban Longwy: 2 524 visiteurs

### Labels touristiques

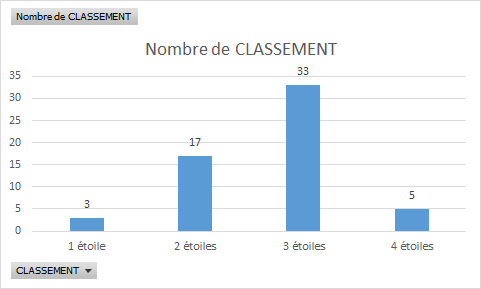
Nombre d’Hébergements labellisés sur le département 54 (2017)

En 2017, 5 hôtels restaurant, un hôtel et un office du tourisme ont reçu le label « Qualité tourisme » en Meurthe et Moselle. Ce label couvre toute la chaîne d'accueil touristique : l’hôtellerie, les résidences de tourisme, les villages de vacances, les campings, la restauration, les cafés et brasseries, les agences de locations saisonnières, les offices de tourisme, les lieux de visite, les activités sportives et de loisirs[évasif].

### Infrastructures
Les offices de tourisme sont répartis sur l’ensemble du territoire. Leur classement va de 1 à 4 étoiles, selon leurs prestations (période d’ouverture, langues étrangères parlées, commercialisation…). Ils ont accueilli 474 000 visiteurs en 2011.
En 2016, le département compte 6 structures d'accueil, d'information et de promotion du tourisme :

### Emplois touristiques
Le nombre d'emplois liés à l'activité touristique était estimé à 2,6 % de l'emploi salarié départemental en 2009 et 3 % en 2011. Cette proportion y est beaucoup moins importante que dans les autres départements lorrains et les emplois sont principalement concentrés dans la zone de Nancy et sa couronne.

### Communication
Le site internet dédié au tourisme de Meurthe et Moselle a reçu 220 121 visites en 2012.